# Gamal Abdel Nasser
Vous lisez un « bon article » labellisé en 2014.
« Nasser » redirige ici. Pour les autres significations, voir Nasser (homonymie).
Pour les articles homonymes, voir an-Nasir et Gamal Abdel Nasser (navire).
Gamal Abdel Nasser Hussein (arabe : جمال عبد الناصر حسين), né le 15 janvier 1918 à Alexandrie et mort le 28 septembre 1970 au Caire, est un homme d'État égyptien. Il est le second président de la République de 1956 à sa mort.
Après une carrière militaire, il organise en 1952 le renversement de la monarchie et accède au pouvoir. À la tête de l'Égypte, il mène une politique socialiste et panarabe appelée nassérisme. Il est aujourd'hui considéré comme l'un des dirigeants les plus influents du XXe siècle.
Nasser, très tôt impliqué dans la lutte contre l'influence britannique en Égypte, intègre ensuite l'armée en 1938 et participe à la guerre israélo-arabe de 1948-1949. Déçu par la monarchie et souhaitant réformer la société égyptienne, Nasser fonde le Mouvement des officiers libres qui renverse le roi Farouk en 1952. Après une lutte de pouvoir contre ses anciens associés, dont le président Mohammed Naguib, il prend le contrôle du gouvernement. Un référendum en 1956 permet l'adoption d'une nouvelle Constitution, la première de l'ère républicaine, et l'accession de Nasser à la présidence.
La neutralité de l'Égypte durant la guerre froide cause des tensions avec les puissances occidentales qui refusent de financer la construction du barrage d'Assouan. Nasser réplique en nationalisant la compagnie du canal de Suez en 1956. Le Royaume-Uni, la France et Israël organisent une offensive pour reprendre le contrôle du canal mais sont contraints de se replier sous la pression conjointe des États-Unis et de l'Union soviétique. Cet incident accroît considérablement la popularité de Nasser dans le monde arabe et ses discours pour une union panarabe culminent avec la création de la République arabe unie avec la Syrie en 1958.
En 1962, Nasser adopte des mesures socialistes et mène des réformes pour moderniser l'Égypte. Malgré les revers à sa vision panarabe, comme la dissolution de l'union avec la Syrie et la guerre du Yémen, ses partisans prennent le pouvoir dans plusieurs pays arabes. Il est élu président du mouvement des non-alignés en 1964 et, l'année suivante, réélu président après avoir empêché tous ses opposants de se présenter. Après la défaite de l'Égypte lors de la guerre des Six Jours en 1967, il démissionne avant de renoncer du fait des manifestations demandant son maintien au pouvoir. Après le conflit, il se nomme Premier ministre, lance des attaques pour reprendre les territoires perdus, dépolitise l'armée et promet une libéralisation politique. Après la fin du sommet de la Ligue arabe en 1970, il succombe à une crise cardiaque. Cinq millions de personnes assistent à ses funérailles au Caire et le monde arabe est en deuil.
Nasser reste au début du XXIe siècle un symbole de la dignité arabe du fait de ses efforts pour une plus grande justice sociale et sa défense du panarabisme, de la modernisation de l'Égypte et de l'anti-impérialisme. Ses détracteurs ont critiqué son autoritarisme, son populisme, son antisémitisme,, les violations des droits de l'homme par son régime et son échec à créer des institutions civiles durables. Les historiens considèrent Nasser comme une figure centrale de l'histoire moderne du Moyen-Orient, de la guerre froide arabe et du XXe siècle.

## Jeunesse

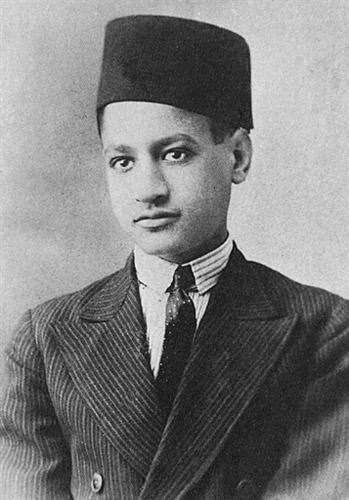
Nasser en 1931.

Gamal Abdel Nasser est né le 15 janvier 1918 à Bakos dans les faubourgs d'Alexandrie ; il était le premier fils de Fahima et d'Abdel Nasser Hussein. Son père était un employé de la poste né à Beni Mur en Haute-Égypte mais qui avait grandi à Alexandrie tandis que la famille de sa mère venait de Mallawi dans l'actuel gouvernorat de Minya. Ses parents s'étaient mariés en 1917 et ils eurent deux autres fils : Izz al-Arab et al-Leithi. La famille de Nasser déménageait fréquemment au gré des affectations de son père ; elle s'installa à Assiout en 1921 puis à Khatatba où le père de Nasser dirigeait un bureau de poste. Nasser fut scolarisé dans une école pour les enfants des employés du chemin de fer jusqu'en 1924 lorsqu'il fut envoyé vivre chez son oncle paternel au Caire.
Nasser resta en contact épistolaire avec sa mère et il lui rendait visite pendant les vacances mais il cessa de recevoir des lettres à la fin du mois d'avril 1926. À son retour à Khatatba, il apprit que sa mère était morte après avoir donné naissance à son troisième frère, Shawki, et que sa famille lui avait caché l'information,. Nasser déclara plus tard que « perdre sa mère fut un traumatisme profond que le temps n'a pas soulagé ». Il adorait sa mère et fut très affecté par le remariage rapide de son père,,.
En 1928, Nasser s'installa à Alexandrie chez son grand-père maternel,. Il étudia un temps dans un internat à Helwan avant de revenir à Alexandrie en 1933 lorsque son père fut transféré dans les services postaux de la ville,. Nasser s'impliqua très tôt dans l'activisme politique,. Après avoir assisté à des affrontements entre des manifestants et la police sur la place Manshia d'Alexandrie, il rejoignit la manifestation sans connaître son objectif. La protestation, organisée par le parti nationaliste Jeune Égypte, exigeait la fin de l'influence étrangère en Égypte à la suite de l'abrogation de la Constitution de 1923 par le Premier ministre Ismaïl Sidqi. Nasser fut arrêté et passa la nuit en détention avant d'être délivré par son père.

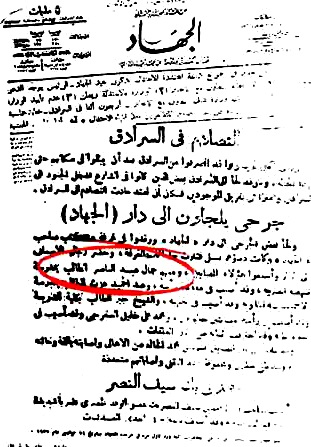
Numéro de novembre 1935 du journal Al-Gihad dans lequel le nom de Nasser est entouré en rouge.

Lorsque son père fut transféré au Caire en 1933, Nasser le suivit et il étudia à l'établissement al-Nahda al-Masria,. Il écrivit des articles dans le journal de l'école et participa à des pièces de théâtre scolaires dont une sur le philosophe français Voltaire intitulée Voltaire, l'homme de la Liberté,.
Le 13 novembre 1935, il mena une manifestation étudiante contre l'influence britannique à la suite d'une déclaration du secrétaire d'État britannique Samuel Hoare dans laquelle il rejetait l'idée d'une restauration de la Constitution de 1923. Deux manifestants furent tués et Nasser fut légèrement blessé à la tête par une balle. L'incident lui valut de figurer pour la première fois dans la presse ; le journal nationaliste Al Gihad rapporta que Nasser fut l'un des meneurs de la manifestation et qu'il avait été blessé,. Le 12 décembre, le nouveau roi Farouk délivra un décret restaurant la Constitution. En raison de ses nombreuses activités politiques, Nasser n'assista qu'à 45 jours de classe durant sa dernière année de collège,. Il s'opposa au traité anglo-égyptien de 1936 qui prolongeait le maintien d'une partie des bases britanniques dans le pays. L'accord était cependant approuvé par la quasi-totalité des forces politiques égyptiennes et l'agitation diminua sensiblement. Nasser reprit ses études à al-Nahda al-Masria et quitta l'école avec l'équivalent du brevet.
Selon l'historien Saïd K. Aburich, Nasser ne fut pas affecté par ses fréquents déménagements qui élargirent son horizon et lui firent prendre conscience des divisions de la société égyptienne. Il consacrait beaucoup de temps à la lecture en particulier en 1933 car il vivait non loin de la bibliothèque nationale. Il avait lu le Coran, les hadîths de Mahomet, les sahabas de ses compagnons et les biographies de Napoléon, Atatürk, Bismarck, Garibaldi ainsi que l'autobiographie de Winston Churchill,,,. Il fut fortement influencé par le nationalisme égyptien défendu par l'homme politique Mustafa Kamil, le poète Ahmed Chawqi et son instructeur de l'académie militaire, Aziz Ali al-Misri, auquel Nasser exprima sa gratitude dans un entretien en 1961. Il indiqua par la suite que le roman La conscience retrouvée dans lequel Tawfiq al-Hakim avait écrit que le peuple égyptien n'avait besoin que « d'un homme qui représenterait tous leurs désirs et sentiments et qui serait leur symbole » lui avait servi d'inspiration au moment de la révolution de 1952.

## Carrière militaire

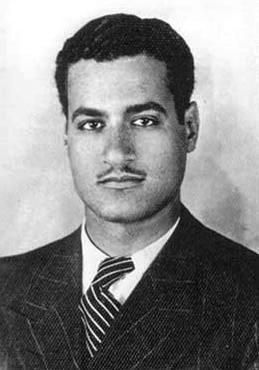
Nasser en 1937.

En 1937, Nasser postula à l'Académie militaire égyptienne. Elle était réservée aux enfants de l'aristocratie ou de la grande bourgeoisie, mais l'accord conclu en 1936 avec l'occupant britannique permit à l'armée égyptienne d'élargir son recrutement à la petite bourgeoisie, ce dont va bénéficier Nasser pour devenir officier mais son passé d'opposant au gouvernement bloqua son admission. Déçu, il intégra la faculté de droit de l'université Fouad mais la quitta au bout d'un semestre pour essayer à nouveau de rejoindre l'académie militaire. Conscient qu'il ne serait pas admis sans soutien, Nasser obtint un entretien avec le sous-secrétaire à la Guerre, Ibrahim Khairy Pasha, responsable des admissions, qui accepta de soutenir la candidature de Nasser qui fut approuvée à la fin de l'année 1937,,. Nasser consacra alors tout son temps à sa carrière militaire et garda peu de contacts avec sa famille. À l'académie, il rencontra Abdel Hakim Amer et Anouar el-Sadate, qui devinrent de proches conseillers durant sa présidence. Après avoir été diplômé en juillet 1938, Nasser fut affecté à Manqabad près de la ville de Beni Mur et devint sous-lieutenant dans l'infanterie. En 1941, Nasser et Amer furent stationnés à Khartoum dans le Soudan anglo-égyptien. En mai 1943, il obtint un poste d'instructeur à l'académie militaire.
Dans la nuit du 4 au 5 février 1942, l'ambassadeur britannique Miles Lampson (en) fit encercler le palais du roi Farouk pour exiger le renvoi du Premier ministre Hussein Sirri Pacha en raison de ses sympathies pour l'Axe à un moment où les forces de ce dernier entraient en Égypte. Nasser vit cet incident comme une violation flagrante de la souveraineté égyptienne et écrivit « j'ai honte de voir que notre armée n'a pas réagi à cette attaque ». Il rejoignit l'école des officiers plus tard dans l'année et commença à former un groupe de jeunes officiers favorables à une révolution nationaliste. Nasser resta en contact avec les membres du groupe par l'intermédiaire d'Amer qui continua de recruter des officiers intéressés au sein des différentes composantes des forces armées égyptiennes et lui envoyait un dossier détaillé sur chacun d'entre eux.

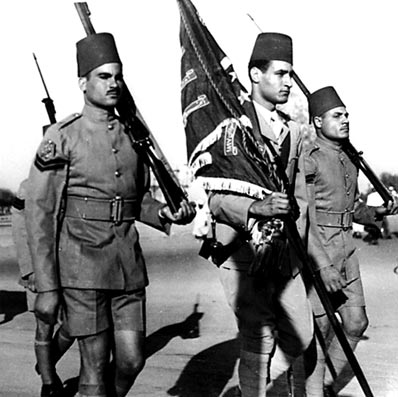
Nasser portant le drapeau de son unité en 1940.

La première expérience militaire de Nasser eut lieu en Palestine durant la guerre israélo-arabe de 1948-1949. Il s'était initialement porté volontaire pour rejoindre le Haut Comité arabe mené par Mohammed Amin al-Husseini. Ce dernier fut impressionné par Nasser mais le gouvernement égyptien refusa son entrée dans les forces arabes pour des raisons peu claires,. En mai 1948, après la fin du retrait britannique, le roi Farouk déploya l'armée égyptienne en Palestine avec Nasser à la tête du 6e bataillon d'infanterie. Durant le conflit, il rapporta l'impréparation de l'armée égyptienne dont les « soldats s'écrasaient sur les fortifications ». Le 12 juillet, il fut légèrement blessé alors que ses forces étaient encerclées par l'armée israélienne dans la « poche de Faluja (en) ». Ses demandes de soutien à la Légion arabe jordanienne furent ignorées mais son unité refusa de se rendre. Les négociations entre Israël et l'Égypte aboutirent finalement à la cession de Faluja à l'État hébreu. Selon le journaliste Eric Margolis, la résistance des troupes égyptiennes à Faluja fut « l'une de deux seules actions arabes honorables durant la guerre israélo-arabe de 1948-1949. Ses défenseurs, dont le jeune officier Gamal Abdel Nasser, devinrent des héros. »
La chanteuse égyptienne Oum Kalthoum organisa des festivités pour le retour des officiers malgré les réserves du gouvernement qui avait subi des pressions de la part des Britanniques pour annuler la réception. La déconnexion apparente entre la population et le pouvoir royal durant le retour des officiers renforça la détermination de Nasser à renverser la monarchie. Il avait également le sentiment que son unité avait été abandonnée malgré la résistance qu'elle avait opposé. Il commença la rédaction de son livre Philosophie de la révolution durant le siège. Après la guerre, il reprit son poste d'instructeur à l'académie militaire. Il prit contact avec les Frères musulmans en octobre 1948 pour essayer de former une alliance mais jugea que leur programme était incompatible avec son nationalisme et il commença à s'opposer à leur influence. Nasser fit partie de la délégation égyptienne qui négocia les accords d'armistice avec Israël à Rhodes ; il jugea les termes humiliants en particulier du fait de l'opération Ouvda durant laquelle les Israéliens s'emparèrent facilement de la région d'Eilat.

## Prise de pouvoir

### Mouvement des officiers libres

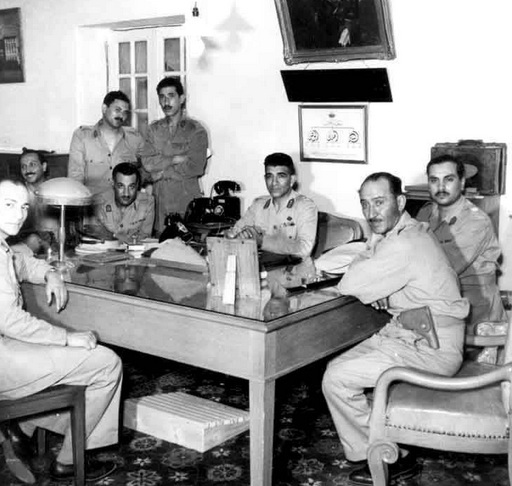
Les officiers libres après le coup d'État en 1953. De gauche à droite : Khaled Mohieddine, Abdel Latif Boghdadi, Kamal el-Din Hussein (debout), Gamal Abdel Nasser (assis), Abdel Hakim Amer, Mohammed Naguib, Youssef Seddik et Ahmad Shawki.

Le retour de Nasser en Égypte coïncida avec le coup d'État de Housni al-Zaim en Syrie. Son succès et le large soutien populaire dont il disposait encouragea les ambitions révolutionnaires de Nasser. Peu après son retour, Nasser fut convoqué et interrogé par le Premier ministre Ibrahim Abdel Hadi (en) au sujet des rumeurs selon lesquelles il formait un groupe secret d'officiers séditieux. Selon des sources indirectes, Nasser aurait nié les allégations de manière convaincante. Abdel Hadi hésitait également à prendre des mesures trop drastiques contre l'armée. L'entretien persuada Nasser d'accélérer la formation de son groupe qui prit le nom de mouvement des officiers libres après 1949. Il forma le comité fondateur du mouvement qui finit par comprendre quatorze hommes de différents milieux sociaux et politiques dont des membres du groupe Jeune Égypte, de l'organisation des Frères musulmans, du parti communiste égyptien et de l'aristocratie. Nasser fut unanimement choisi pour présider l'organisation.
Lors des élections législatives de 1950, le parti Wafd remporta une large victoire essentiellement du fait de l'absence des Frères musulmans qui boycottèrent le scrutin ; le parti était considéré comme une menace par le mouvement des officiers libres car ses demandes étaient similaires aux siennes. Des membres du parti Wafd furent accusés de corruption et le climat tendu amena au premier plan le mouvement de Nasser. L'organisation comptait alors environ 90 membres ; selon l'un d'eux, Khaled Mohieddine, « personne ne connaissait leur identité ou leur place dans la hiérarchie en dehors de Nasser ». Ce dernier considérait que son mouvement n'était pas prêt à agir contre le gouvernement et durant deux ans, il se limita au recrutement d'officiers et à la publication de journaux clandestins.
Le 11 octobre 1951, le gouvernement mené par le parti Wafd abrogea le traité anglo-égyptien de 1936, qui avait accordé le contrôle du canal de Suez au Royaume-Uni jusqu'en 1956. Cette décision était populaire et les actions clandestines contre les Britanniques soutenues par le gouvernement poussèrent Nasser à agir. Selon Sadate, Nasser décida de lancer « une vague d'assassinat à grande-échelle ». En janvier 1952, plusieurs officiers non-identifiés et lui tentèrent d'assassiner le général royaliste Hussein Sirri Amer en ouvrant le feu sur sa voiture alors qu'elle roulait dans les rues du Caire. Le général en sortit indemne mais une passante fut blessée. Nasser se rappela que ses blessures « le hantaient » et celles-ci le dissuadèrent fermement de renouveler de telles actions.
Sirri Amer était proche du roi Farouk et il fut désigné par la présidence pour briguer la présidence du club des officiers, une fonction essentiellement cérémonielle. Nasser était résolu à établir l'indépendance de l'armée par rapport à la monarchie. Avec l'aide d'Amer, il choisit Mohammed Naguib, un général populaire qui avait présenté sa démission en 1942 du fait des pressions britanniques et avait été blessé trois fois durant la guerre contre Israël. Naguib remporta une claire victoire et le mouvement, via al-Misri, l'un des principaux journaux égyptiens, rapporta ce succès tout en louant l'esprit nationaliste de l'armée.

### Révolution de 1952

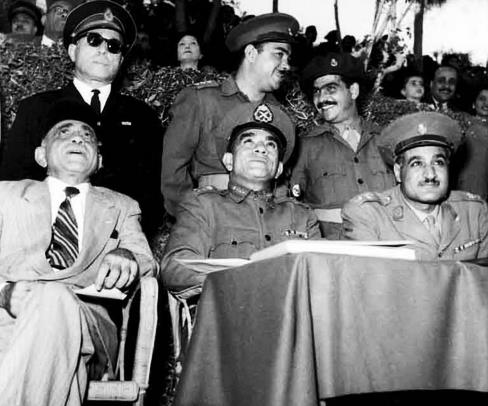
Les chefs de l'Égypte après l'éviction du roi Farouk en novembre ; de gauche à droite : Sulayman Hafez, Mohammed Naguib et Nasser.

Le 25 janvier 1952, au cours d'affrontements à Ismaïlia, les forces britanniques stationnées le long du canal de Suez tuèrent 40 policiers égyptiens. Le lendemain, des émeutes au Caire entraînèrent la mort de 76 personnes dont neuf Britanniques. Peu après, Nasser rendit public un programme en six points visant à démanteler le féodalisme et l'influence britannique. En mai 1952, Nasser apprit que Farouk connaissait les noms des officiers appartenant à son mouvement et qu'il se préparait à les arrêter ; il chargea alors Zakaria Mohieddin de préparer le renversement de la monarchie avec des troupes loyales au mouvement.
Le mouvement des officiers libres n'avait pas l'intention de prendre le pouvoir mais d'établir une démocratie parlementaire. Nasser considérait que le peuple n'accepterait pas un simple lieutenant-colonel et il choisit le général Naguib pour mener le coup d'État en son nom. Le soulèvement fut déclenché le 22 juillet et les officiers libres prirent rapidement le contrôle des bâtiments officiels, des commissariats, des états-majors et des stations de radio du Caire. Nasser revêtit des habits civils pour éviter d'être repéré par les forces royalistes et fit la navette entre les différents lieux contrôlés par les rebelles pour évaluer la situation. Afin d'éviter une intervention étrangère, Nasser avait informé les gouvernements britannique et américain de ses intentions deux jours auparavant et les deux avaient accepté de ne pas soutenir Farouk,. En retour, Nasser avait accepté de laisser le roi quitter l'Égypte lors d'une cérémonie officielle.
Naguib, qui était en public le meneur du gouvernement révolutionnaire, devint le premier président de l'Égypte le 18 juin 1953. La monarchie fut abolie le même jour tandis que la république d'Égypte était proclamée. Selon Aburish, après leur prise de pouvoir, Nasser et les officiers libres voulaient devenir « les défenseurs des intérêts du peuple » contre la monarchie et les pachas tout en laissant la gestion du pays aux mains des civils. Ils demandèrent à l'ancien Premier ministre Ali Mahir Pacha de reprendre ses fonctions et de former un gouvernement civil. Les officiers libres gouvernaient alors par l'intermédiaire du conseil révolutionnaire égyptien (en) (RCC) avec Naguib comme président et Nasser comme vice-président. Les relations avec Mahir se détériorèrent cependant rapidement car ce dernier considérait que les idées de Nasser comme la réforme agraire, l'abolition de la monarchie et la réorganisation des partis politiques étaient trop radicales. Mahir démissionna le 7 septembre et Naguib devint Premier ministre avec Nasser en tant que vice-Premier ministre,. La réforme agraire fut lancée en septembre et dans l'esprit de Nasser, celle-ci devait permettre de légitimer le RCC tout en transformant le coup d'État en révolution. La journaliste Sarra Grira relève que la réforme agraire « s’inscrit dans une volonté de redistribution des richesses, que ce soit en termes d’accès à la propriété terrienne ou de moyens d’exploitation. Plusieurs lois sont ainsi promulguées pour plafonner les superficies des grandes propriétés, permettant l’accès des petits paysans aux terrains agricoles. De plus, la possibilité de louer à vie, avec des loyers plafonnés, s’offre également à ces derniers ».
En août 1952, des émeutes d'inspiration communiste éclatèrent dans des usines textiles à Kafr el-Dawwar et les affrontements avec l'armée firent neuf morts. Une majorité des membres du RCC dont Naguib voulait exécuter pour l'exemple les deux meneurs de l'insurrection mais Nasser s'y opposa fermement ; les condamnations à mort furent néanmoins appliquées. Les Frères musulmans soutinrent le RCC dans sa prise de pouvoir et demandèrent quatre ministères dans le nouveau gouvernement. Nasser rejeta ces demandes et essaya de coopter le mouvement en accordant des postes mineurs à deux de ses membres qui accepteraient de servir en tant qu'indépendants.

## Accession à la présidence

### Opposition à Naguib

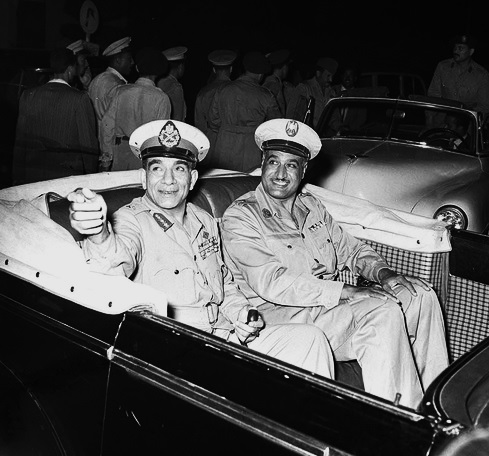
Nasser (à droite) et Mohammed Naguib durant des célébrations marquant le deuxième anniversaire de la Révolution de 1952.

En janvier 1953, Nasser interdit tous les partis politiques et créa un parti unique sous le nom de Rassemblement de la Libération dont il prit le poste de secrétaire général pour regrouper les associations soutenant le RCC. Malgré cette décision, Nasser était, selon Abdel Latif Boghdadi, le seul membre du RCC qui souhaitait organiser des élections législatives. En mars 1953, il présida la délégation égyptienne négociant le retrait britannique du canal de Suez.
Lorsque Naguib commença à montrer son indépendance vis-à-vis de Nasser en se distançant de la réforme agraire et en se rapprochant du parti Wafd et des Frères musulmans, Nasser se résolut à le renverser. En juin, il limogea le ministre de l'Intérieur Sulayman Hafez favorable à Naguib et pressa ce dernier de proclamer l'abrogation de la monarchie. Le 24 février 1954, Naguib annonça sa démission à la suite d'une réunion sans sa présence du RCC deux jours plus tôt. Le 26 février, Nasser accepta sa démission et le plaça en résidence surveillée tandis que le RCC le nomma président du comité et Premier ministre. Naguib s'était néanmoins préparé à cette éventualité et une unité de cavalerie se mutina pour demander la restauration de Naguib et la dissolution du RCC. Alors qu'il se trouvait à l'état-major pour exiger la fin de la mutinerie, Nasser fut initialement contraint d'accepter leurs demandes. Le 27 février, des partisans de Nasser dans l'armée attaquèrent néanmoins le quartier-général et mirent fin à la rébellion. Plus tard dans la journée, des centaines de milliers de manifestants appartenant essentiellement aux Frères musulmans, exigèrent le retour de Naguib et l'arrestation de Nasser. En réponse, une portion importante du RCC menée par Khaled Mohieddin contraignit Nasser d'accéder à ces demandes. Le retour de Naguib fut néanmoins retardé jusqu'au 4 mars ce qui permit à Nasser de nommer Amer à la tête des forces armées, une fonction auparavant occupée par Naguib.
Le 5 mars, les forces de sécurité de Nasser arrêtèrent des milliers de participants au soulèvement de 1952. Dans un stratagème pour rassembler l'opposition au retour à la situation pré-révolutionnaire, le RCC décréta la fin des restrictions sur les partis de la période monarchie et le retrait des officiers libres de la politique. Les bénéficiaires de la révolution comme les ouvriers, les paysans et les artisans s'opposèrent ainsi à ces décrets ; un million de travailleurs se mirent en grève et des milliers de paysans entrèrent au Caire pour protester à la fin du mois de mars. Naguib envisagea de réprimer les manifestations par la force mais ses demandes furent refusées par les forces de sécurité. Le 29 mars, Nasser annonça l'annulation des décrets en réponse aux demandes de la rue. Entre avril et juin, des centaines de partisans de Naguib dans l'armée furent arrêtés ou limogés et Mohieddin fut contraint à l'exil en Suisse.

### Présidence du RCC
Le 26 octobre 1954, Mohammed Abdel Latif, un membre des Frères musulmans, tenta d'assassiner Nasser alors qu'il donnait un discours à Alexandrie pour célébrer le retrait des forces britanniques. Le discours était diffusé par radio dans tout le monde arabe. Le tireur se trouvait à 7,5 m de la tribune et tira huit coups dont aucun ne toucha Nasser. La foule paniqua mais Nasser continua de parler la voix affectée par l'émotion, :

« Mes concitoyens, mon sang coule pour vous et l'Égypte. Je vivrai pour votre salut et mourrai pour le salut de votre liberté et votre honneur. Laissons-les me tuer ; cela m'importe peu car j'ai insufflé la fierté, l'honneur et la liberté en vous. Si Gamal Abdel Nasser doit mourir, vous serez tous Gamal Abdel Nasser… Gamal Abdel Nasser est l'un d'entre vous et il est prêt à sacrifier sa vie pour la nation. »

La tentative d'assassinat se retourna contre ses commanditaires et à son retour au Caire, Nasser ordonna l'arrestation de milliers d'opposants essentiellement des Frères musulmans mais également des communistes et des partisans de Naguib. Huit chefs de la confrérie furent exécutés même si la condamnation à mort de son principal idéologue Saïd Qotb fut commuée en 15 ans de prison. Naguib fut limogé de son poste de président et placé en résidence surveillée mais ne fut jamais jugé ou condamné et personne dans l'armée ne fit rien pour le défendre. Avec la neutralisation de ses rivaux, Nasser devint le meneur indiscuté de l'Égypte.

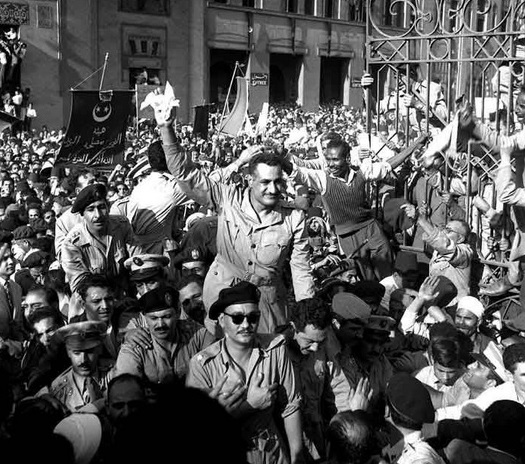
Nasser célébré par la foule à Alexandrie un jour après son annonce du retrait britannique et la tentative d'assassinat contre lui, 27 octobre 1954.

Le soutien de la rue restait cependant encore trop faible pour que Nasser puisse mener ses réformes et il avait besoin de sécuriser son pouvoir. Pour renforcer le Rassemblement de la Libération, il donna des discours dans tout le pays et mit au pas la presse en ordonnant que toutes les publications soient approuvées par le parti pour éviter la « sédition ». Oum Kalthoum et Abdel Halim Hafez, les principaux chanteurs arabes de la période, écrivirent des chansons louant le nationalisme de Nasser tandis que d'autres artistes dénigrèrent ses opposants politiques. Selon ses associés, Nasser aurait lui-même orchestré la campagne. Des termes faisant référence au nationalisme arabe comme la « patrie arabe » ou la « nation arabe » commencèrent à apparaître fréquemment dans ses discours en 1954-1955 alors qu'il faisait auparavant référence aux « peuples » arabes et à la « région arabe ». En janvier 1955, le RCC le désigna président en attendant des élections législatives.
Nasser prit des contacts secrets avec Israël en 1954-1955 mais jugea une paix impossible avec un pays qu'il considérait comme « un État expansionniste qui voit les Arabes avec dédain ». Le 28 février 1955, les troupes israéliennes attaquèrent la bande de Gaza contrôlée par l'Égypte pour mettre fin aux attaques des fedayins palestiniens. Nasser estimait que l'armée égyptienne n'était pas prête à une confrontation et son incapacité à répondre aux actions israéliennes affecta sa popularité,. Nasser ordonna alors le renforcement du blocus du détroit de Tiran et le trafic aérien israélien dans le golfe d'Aqaba fut limité au mois de septembre. En réponse, les Israéliens se déployèrent dans la zone démilitarisée d'al-Auja sur la frontière égyptienne le 21 septembre.
Simultanément avec le raid israélien de février, le pacte de Bagdad fut signé par certains pays alliés régionaux du Royaume-Uni comme l'Irak. Nasser considérait cette alliance militaire comme une menace pour les efforts égyptiens visant à saper l'influence britannique au Moyen-Orient et un moyen d'affaiblir la Ligue arabe tout en « perpétuant l'asservissement [arabe] au sionisme et à l'impérialisme [occidental] ». Nasser estimait que s'il voulait maintenir la position dominante de l'Égypte dans la région, il devait acquérir des armements modernes. Lorsqu'il devint clair que les pays occidentaux ne fourniraient pas d'équipements militaires selon des termes acceptables,,, Nasser se tourna vers le bloc de l'Est et signa un contrat d'armement de 320 millions de dollars (environ 2,2 milliards de dollars de 2012) avec la Tchécoslovaquie le 27 septembre,. Grâce à cet accord, l'équilibre des forces entre Égypte et Israël fut quelque peu rétabli et le rôle de Nasser en tant que meneur arabe défiant l'Occident fut renforcé.

### Constitution de 1956
Avec sa position intérieure fortement renforcée, Nasser fut capable de prendre l'ascendant sur ses collègues du RCC et jouissait alors d'une capacité d'action incontestée en particulier dans le cadre de la politique étrangère. En janvier 1956, une nouvelle Constitution fut rédigée et instaura un système de parti unique appelé Union nationale (NU) ; Nasser décrivit cette organisation comme « le cadre dans lequel nous réaliserons notre révolution ». La NU était une recomposition du Rassemblement de la Liberté dont Nasser estimait qu'il n'était pas parvenu à obtenir une large participation de la population. Dans le nouveau mouvement, Nasser tenta de renforcer les comités locaux pour solidifier le soutien populaire à son régime.
La nomination de Nasser à la présidence et la nouvelle Constitution furent soumises à un référendum le 23 juin 1956 et approuvés par plus de 99,8 % des électeurs. Une assemblée nationale de 350 membres fut établie et des élections furent organisées en juillet 1957. De nombreux candidats furent rejetés par les autorités et les pouvoirs de l'assemblée étaient limités par les vetos du président. La Constitution accordait le droit de vote aux femmes, interdisait toute discrimination sexuelle et accordait des protections aux femmes dans le monde du travail. Le RCC vota sa dissolution et ses membres reprirent leurs fonctions militaires dans le cadre du processus de transition du pouvoir aux civils. Durant les délibérations entourant la formation d'un nouveau gouvernement, Nasser entama une purge de ses anciens associés au sein du mouvement des officiers libres.
Enfin, le 26 juin 1956, Nasser est investi pour son premier mandat.

## Crise du canal de Suez

### Nationalisation

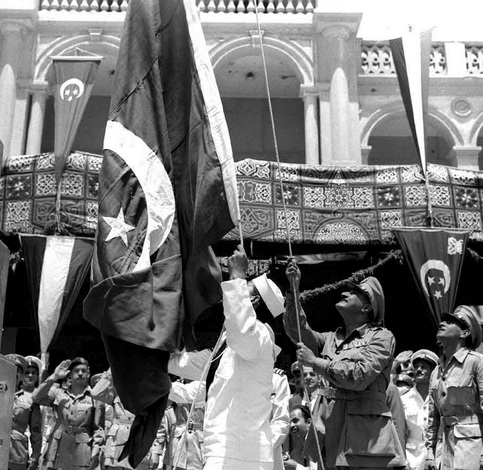
Nasser hisse le drapeau égyptien dans la ville de Port-Saïd pour célébrer le départ des derniers soldats britanniques de la zone du canal en juin 1956.

Après sa prise de pouvoir officielle, les politiques intérieures et étrangères de Nasser commencèrent à menacer les intérêts du Royaume-Uni et de la France. Cette dernière condamnait son soutien aux indépendantistes algériens tandis que le gouvernement britannique d'Anthony Eden devait faire face à la campagne de Nasser contre le pacte de Bagdad. Les États-Unis furent également irrités par la neutralité égyptienne dans la guerre froide, la reconnaissance de la Chine communiste par Nasser et ses achats d'armes auprès du bloc de l'Est. Le 19 juillet 1956, les États-Unis et le Royaume-Uni retirèrent soudainement leurs offres de financement pour la construction du barrage d'Assouan. Nasser fut informé du retrait anglo-américain par un communiqué de presse alors qu'il retournait en Égypte après un voyage à Belgrade et fut ulcéré. Même si l'idée d'une nationalisation du canal de Suez était dans les esprits après le retrait des forces britanniques dont le dernier soldat quitta l'Égypte le 13 juin 1956, le journaliste Mohamed Hassanein Heikal avance que Nasser ne prit cette décision qu'entre le 19 et le 20 juillet. Nasser indiqua plus tard qu'il avait pris sa décision le 23 juillet après avoir organisé plusieurs réunions avec ses conseillers. La plupart des membres du gouvernement furent tenus à l'écart des préparatifs et ne prirent connaissance de la décision que quelques heures avant que Nasser ne la rende publique.
Le 26 juillet 1956, Nasser donna un discours à Alexandrie au cours duquel il annonça la nationalisation de la compagnie du canal de Suez pour financer la construction du barrage d'Assouan à la suite du retrait anglo-américain. Dans son discours, il dénonça l'impérialisme britannique en Égypte et sa mainmise sur les profits liés à l'exploitation du canal. Il déclara que le peuple égyptien avait le droit d'exercer sa souveraineté sur le canal d'autant plus que des milliers d'Égyptiens étaient morts durant sa construction. La décision était techniquement une violation de l'accord signé avec le Royaume-Uni le 19 octobre 1954 même s'il assura que les actionnaires seraient dédommagés.
L'annonce de la nationalisation fut accueillie avec enthousiasme par l'audience et des manifestations de soutien éclatèrent dans tout le monde arabe. L'ambassadeur américain Henry A. Byroade indiqua : « Je ne peux qu'insister sur la popularité de la nationalisation de la compagnie du canal en Égypte même auprès des adversaires de Nasser ». Le politologue égyptien Mahmoud Hamad écrivit qu'avant 1956, Nasser avait consolidé son pouvoir sur les bureaucraties militaires et civiles de l'Égypte mais que ce ne fut qu'après la nationalisation du canal qu'il acquit une légitimité populaire quasi totale et qu'il s'établit comme le « chef charismatique » et le « porte-parole des masses non seulement en Égypte mais dans tout le Tiers-Monde ». Selon Aburish, ce fut à ce moment le plus grand triomphe de Nasser dans la cause du panarabisme et « son effigie se retrouva rapidement dans les tentes du Yémen, les souks de Marrakech et les élégantes villas de Syrie ». Le jour de la nationalisation, l'Égypte ferma le canal au trafic maritime israélien.

### Intervention occidentale
La France et le Royaume-Uni qui étaient les principaux actionnaires de la compagnie du canal de Suez virent sa nationalisation comme une nouvelle mesure hostile de la part du gouvernement égyptien. Nasser était conscient que sa décision pourrait provoquer une crise internationale et il estimait qu'il y avait 80 % de chances pour que les deux pays interviennent. Il estimait néanmoins que le Royaume-Uni aurait besoin d'au moins deux mois pour se préparer à une intervention militaire et qu'une action israélienne était « impossible ». Au début du mois d'octobre, le Conseil de sécurité des Nations unies fut convoqué sur la question de la nationalisation et adopta une résolution reconnaissant le droit de l'Égypte à contrôler le canal tant que le passage de navires étrangers était autorisé. Selon Heikal, Nasser estima après cet accord que la probabilité d'une attaque était tombée à 10 %. La France, le Royaume-Uni et Israël signèrent néanmoins un accord secret visant à reprendre le contrôle du canal, à occuper certains territoires égyptiens, et à renverser Nasser,,.
Le 29 octobre, les forces israéliennes entrèrent dans le Sinaï, submergèrent les défenses égyptiennes et progressèrent rapidement dans la péninsule. Deux jours plus tard, l'aviation britannique et française bombarda les aérodromes égyptiens dans la zone du canal. Nasser ordonna à son état-major de se replier du Sinaï pour renforcer les défenses du canal. Il craignait que si les unités blindées étaient déployées pour repousser l'invasion israélienne et que les Français et les Britanniques débarquaient dans la ville portuaire de Port-Saïd, les blindés égyptiens dans le Sinaï seraient coupés de leurs arrières et détruits. Amer était en désaccord et voulait que les chars égyptiens attaquent les Israéliens. Un échange houleux eut lieu le 3 novembre entre les deux hommes mais Amer céda. Nasser ordonna également de bloquer le canal en coulant ou en immobilisant 49 navires à ses entrées. Malgré le retrait des troupes égyptiennes, environ 2 000 soldats égyptiens furent tués lors des combats avec Israël et durant le repli et 5 000 autres furent capturés. Amer et Salah Salem proposèrent de demander un cessez-le-feu et Salem suggéra que Nasser se rende lui-même aux forces britanniques. Nasser réprimanda les deux hommes et promit que personne n'allait se rendre. Il prit le contrôle de l'armée et pour contrebalancer les mauvaises performances des militaires, il autorisa la distribution de 400 000 fusils à des volontaires et des unités de milice furent assemblées dans toute l'Égypte.
Nasser considérait que Port Saïd devait être le pivot stratégique et psychologique de la défense égyptienne. De nouvelles unités de la garde nationale furent déployées en renfort et plusieurs régiments furent chargés d'organiser la résistance populaire. Nasser et Boghdadi se rendirent dans la zone du canal pour soutenir le moral des volontaires. Selon les mémoires de Boghdadi, Nasser décrivit l'armée égyptienne comme « brisée » alors qu'il voyait les matériels militaires détruits. Lorsque les forces britanniques et françaises débarquèrent à Port-Saïd le 5 novembre, la milice locale opposa une forte résistante,. Le commandant égyptien de la ville était prêt à demander les conditions d'un cessez-le-feu mais Nasser rejeta cette idée. Les Britanniques et les Français avaient sécurisé la plus grande partie de la ville le 7 novembre et entre 750 et 1 000 Égyptiens avaient été tués lors des combats. Le président américain Dwight D. Eisenhower condamna l'invasion et défendit une résolution visant à ordonner le repli des coalisés et le déploiement d'une Force d'urgence des Nations unies dans le Sinaï. Nasser fit l'éloge d'Eisenhower et déclara qu'il avait joué « le rôle le plus décisif » dans l'arrêt de la « conspiration tripartite ». Les forces britanniques et françaises se replièrent complètement du territoire égyptien à la fin du mois de décembre tandis qu'Israël fit de même en mars 1957 après avoir libéré tous les prisonniers de guerre,. À la suite de la crise du canal de Suez, Nasser imposa des exigences rigoureuses pour le droit de résidence et de citoyenneté qui affectèrent essentiellement les juifs, à la fois égyptiens ou étrangers, et les ressortissants français et britanniques qui furent par milliers contraints de quitter le pays.
Le canal fut rouvert le 8 avril 1957 et la position politique de Nasser fut considérablement améliorée par ce qui était largement considéré comme l'échec d'une invasion étrangère visant à le renverser. Selon l'historien Nutting, la crise « établit complètement et définitivement Nasser » en tant que rayyes (président) de l'Égypte.

## Politique étrangère

### Une politique de non-alignement orientée vers le tiers-monde

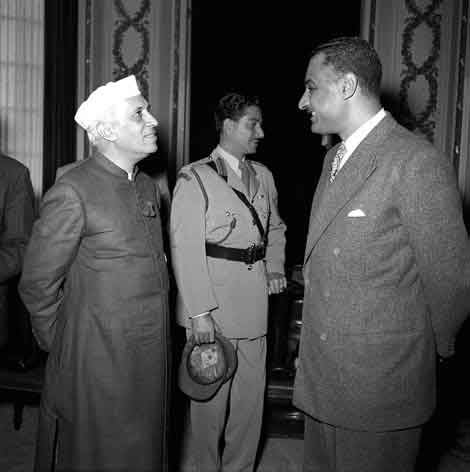
Nasser recevant le premier ministre indien Jawaharlal Nehru en 1955. Les deux dirigeants jouent un rôle important dans la naissance du mouvement des non-alignés.

Nasser, dès son arrivée au pouvoir, favorise l'émergence géopolitique d'un tiers-monde autonome vis-à-vis des superpuissances américaines et soviétiques. Ainsi, il participe à la conférence de Bandung en avril 1955.

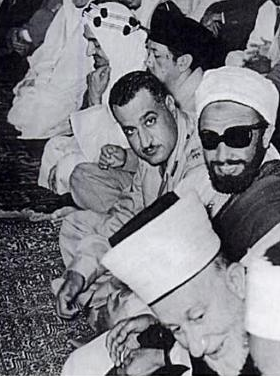
Nasser et Ahmad ben Yahya du Yémen du Nord regardent l'objectif durant la conférence de Bandung en avril 1955. Le prince Fayçal d'Arabie saoudite est à l'arrière-plan avec un agal et Mohammed Amin al-Husseini est visible au premier-plan.

 Lors de celle-ci, Nasser est considéré comme le principal représentant des pays arabes et est l'une des figures les plus populaires du sommet,. Sur le trajet à la conférence, il fait des escales en Afghanistan, au Pakistan, en Inde et en Birmanie. Nasser sert alors de médiateur entre les factions pro-occidentales, pro-soviétiques et indépendantes pour la rédaction du communiqué final concernant le colonialisme en Afrique et en Asie et la création d'un troisième ensemble neutre dans la guerre froide. Nasser défend l'indépendance des colonies françaises d'Afrique du Nord, le droit au retour des réfugiés palestiniens et l'adoption de résolutions des Nations unies pour mettre fin au conflit israélo-arabe. Après la conférence, Nasser adopte officiellement le « neutralisme positif » du président yougoslave Josip Broz Tito et du président indien Jawaharlal Nehru en tant qu'élément central de la politique étrangère égyptienne dans la guerre froide,.
En 1961, après des années de coordination en politique internationale, Nasser, le président yougoslave Tito et le président indien Nehru fondent le mouvement des non-alignés, dont l'objectif avancé est d'assurer la neutralité du tiers-monde, de renforcer la coopération entre les pays en voie de développement et d'accompagner la fin de la colonisation. En 1964, Nasser est élu président de l'organisation et la seconde conférence du mouvement est organisée au Caire.
Dans ce contexte, Nasser noue de bonnes relations avec la république populaire de Chine, autre grande puissance du mouvement des non-alignés, que l'Egypte reconnaît officiellement dès 1956. La Chine maoïste devient un partenaire commercial important pour l'Egypte dans les années 1960, en matière d'équipement militaire et d'importations de produits agricoles.

### Rapprochement avec l'Union soviétique

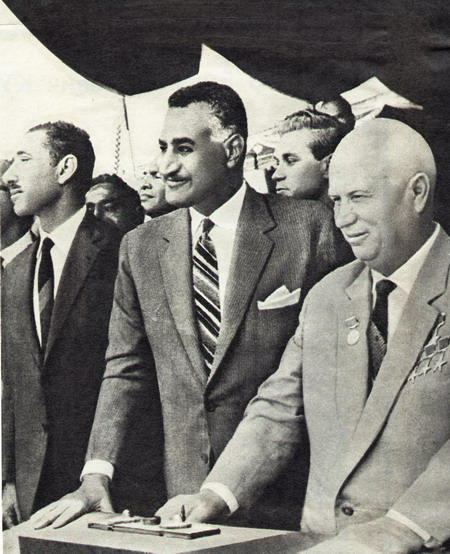
Nasser et Nikita Khrouchtchev pendant la cérémonie d'inauguration du barrage Assouan sur le Nil. Les deux dirigeants, malgré des rapports parfois tendus du fait de la politique intérieure anticommuniste de Nasser, instaurent de bonnes relations diplomatiques entre leurs pays respectifs.

Malgré une doctrine officielle globale de non-alignement, dans un contexte de guerre froide, la politique extérieure du nouveau régime égyptien est d'abord hésitante face aux superpuissances américaines et soviétique. De 1952 à 1955, la politique extérieure égyptienne est plutôt pro-américaine, l'ambassadeur américain ayant soutenu le coup d'État de 1952 en incitant le roi Farouk à quitter le trône. En 1952, Nasser déclare même que la politique extérieure égyptienne est alignée dans le camp américain.
Malgré tout, Nasser fait finalement le choix d'un rapprochement avec l'Union soviétique par le biais de nombreux partenariats économiques et militaires, face aux réticences des puissances occidentales à lui offrir des perspectives satisfaisantes. En effet, si la politique étrangère de Nasser à partir de 1954 est hésitante, ce dernier cherchant avant tout à garantir à l'Egypte de nouveaux partenaires, il désapprouve les propositions faites par les États-Unis, conditionnant toute aide à un ralliement total en matière diplomatique et militaire pro-occidental. Dès 1955, les aides des Etats-Unis sont en effet conditionnées à l'adhésion au pacte de Bagdad, une alliance régionale pro-américaine. De plus, ce choix permet à Nasser de marquer une rupture avec l'ancienne monarchie égyptienne, qui maintenait l'Egypte sous influence britannique et occidentale.
Dès le printemps 1955, il négocie un contrat d'armement avec l'URSS, officiellement pour recevoir des armes venant de Tchécoslovaquie. Lorsque Nasser annonce en septembre la signature de cet accord, ce derner suscite l'enthousiasme de la foule et l'adhésion de l'opinion égyptienne, satisfaite de cette rupture avec le bloc occidental. Cet accord - secret concernant l'implication soviétique - permet de rétablir l'équilibre des forces entre Égypte et Israël et de confirmer le rôle de Nasser en tant que meneur arabe défiant l'Occident. Il décide également d'accorder la construction du barrage d'Assouan à l'URSS après le retrait des offres occidentales.
Cependant, les relations avec le bloc de l'Est, tout en étant cordiales, se tendent de 1959 à 1961, à cause de la répression contre les communistes égyptiens et arabes. Au vingt-et-unième congrès du Parti Communiste de l'Union Soviétique, Khrouchtchev critique ouvertement Nasser en dénoncant son caractère impulsif et son nationalisme arabe conduisant à des dérives anticommunistes. Si ces répressions anticommunistes affaiblissent l'alliance égypto-soviétique, elles n'entraîent toutefois aucune rupture profonde entre les deux pays. Ainsi, quand Nasser décide en 1958 d'interdire le parti communiste, il se rend à Moscou pour rencontrer Khrouchtchev. Si le sujet est évoqué lors de la réunion, il est finalement mis de côté, Nasser refusant de revenir sur sa décision au prétexte qu'il s'agit d'une affaire de politique intérieure, et aucun des deux pays ne souhaitant une rupture diplomatique. Les relations avec l'Union soviétique finissent par s'améliorer progressivement, avec pour apogée la visite de Krouchtchev en Égypte en 1964. La même année, Nasser est fait héros de l'Union soviétique.

### Relations avec le monde occidental

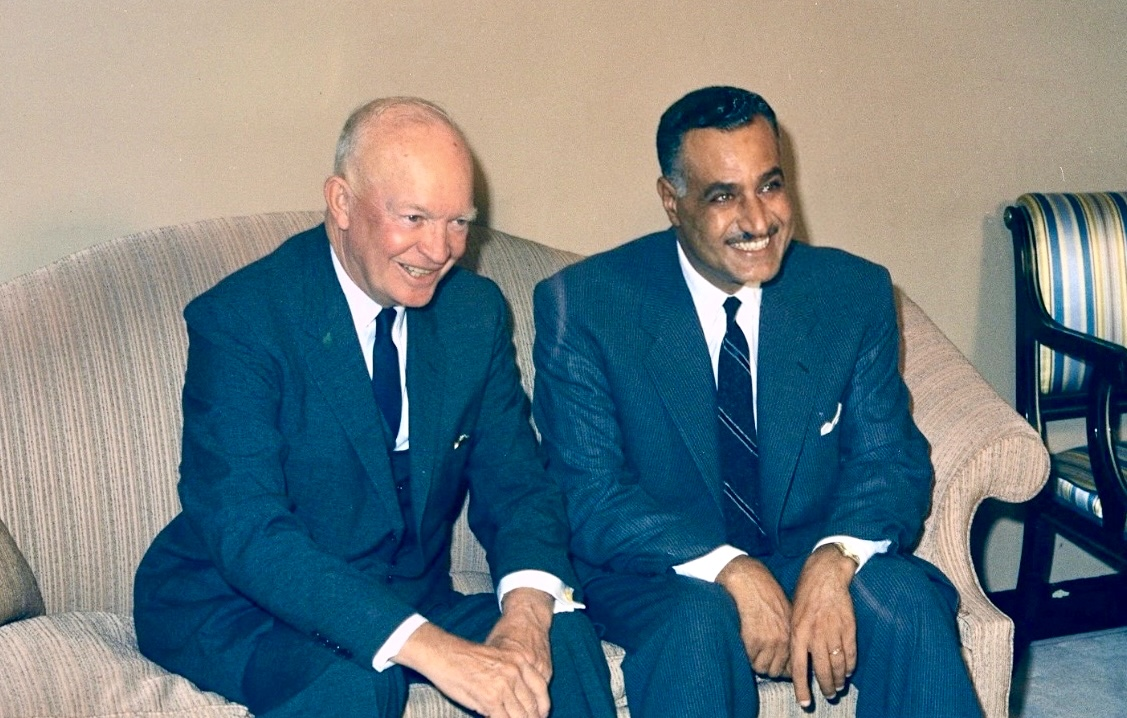
Nasser rencontrant le président américain Dwight Eisenhower à l'occasion d'une visite de ce dernier aux Nations Unies à New York, en septembre 1960. Le président égyptien s'efforce de maintenir un échange soutenu avec les États-Unis malgré sa proximité avec l'Union soviétique

Malgré cette proximité poussée avec le bloc soviétique, le président Nasser continue de maintenir des relations diplomatiques cordiales avec les États-Unis, en partie en raison du rôle des américains dans le retrait des français et des britanniques à l'issue de la crise du canal de Suez. Du côté des États-Unis, particulièrement du point de vue de Dwight Eisenhower, les répressions menées par Nasser contre les communistes égyptiens sont vues favorablement, et ce d'autant plus qu'elles suscitent des tensions entre Nasser et le bloc de l'Est. Le but de ce dialogue diplomatique soutenu pour Nasser est de rassurer l'Occident, en abaissant la pression excercée sur son régime liée à son rapprochement avec l'Union soviétique.
Dans un premier temps, les relations entre le régime nassérien et la France sont particulièrement tendues et froides, en raison de la crise du Canal de Suez et du soutien de Nasser envers les indépendantistes du Front de Libération Nationale lors de la guerre d'Algérie. Guy Mollet, président du conseil français, le qualifie même d'« Hitler aux petits pieds ». Les relations s'améliorent toutefois sous la présidence de Charles de Gaulle, alors que se met en place la « politique arabe de la France ».

### Panarabisme

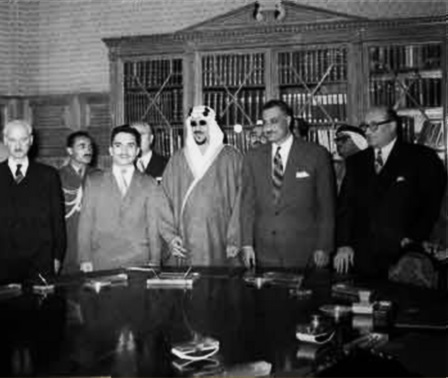
Signature du pacte de défense régional par (de gauche à droite) : le Premier ministre de Jordanie, le roi Hussein de Jordanie, le roi Saoud d'Arabie saoudite, Nasser et le Premier ministre Sabri al Assali de Syrie.

En 1957, le panarabisme était devenu l'idéologie dominante dans le monde arabe et de nombreux habitants de la région considéraient Nasser comme son représentant incontesté. L'historien Adeed Dawisha attribue le statut de Nasser à son « charisme renforcé par la perception de sa victoire lors de la crise du canal de Suez ». La station de radio Voix des Arabes basée au Caire propageait les idées de Nasser d'une union des pays arabophones et l'historien Eugene Rogan écrivit que « Nasser conquit le monde arabe par la radio ». Il disposait également du soutien d'organisations nationalistes arabes à la fois civiles et paramilitaires dans toute la région. Les partisans du nassérisme étaient nombreux et bien financés mais manquaient d'organisation et d'une structure permanente.
En janvier 1957, le Premier ministre jordanien et partisan de Nasser, Sulayman al-Nabulsi (en), fit entrer la Jordanie dans une alliance militaire avec l'Égypte, la Syrie et l'Arabie saoudite. Les relations entre Nasser et le roi Hussein de Jordanie se détériorèrent en avril quand ce dernier l'accusa d'avoir planifié deux tentatives de coup d'État contre lui,. L'implication égyptienne ne fut jamais prouvée, mais le gouvernement d'al-Nabulsi fut limogé,. Sur la Voix des Arabes, le président égyptien accusa Hussein d'être un « suppôt des impérialistes ». De son côté, le roi Saoud d'Arabie saoudite s'inquiétait de la popularité croissante de Nasser dans son pays et de la menace qu'elle pourrait poser à la famille royale. Malgré une opposition grandissante des gouvernements jordanien, saoudien, irakien et libanais, le prestige de Nasser resta intact en Égypte et dans les autres pays arabes
Également en janvier, les États-Unis adoptèrent la doctrine Eisenhower visant à empêcher l'expansion du communisme au Moyen-Orient en fournissant un soutien financier et militaire aux pays de la région. Même si Nasser était opposé au communisme dans la région, sa défense du panarabisme était vue comme une menace par les régimes voisins pro-occidentaux,. Eisenhower tenta d'isoler Nasser et de réduire son influence en faisant de l'Arabie saoudite un contrepoids à l'Égypte,.

### République arabe unie

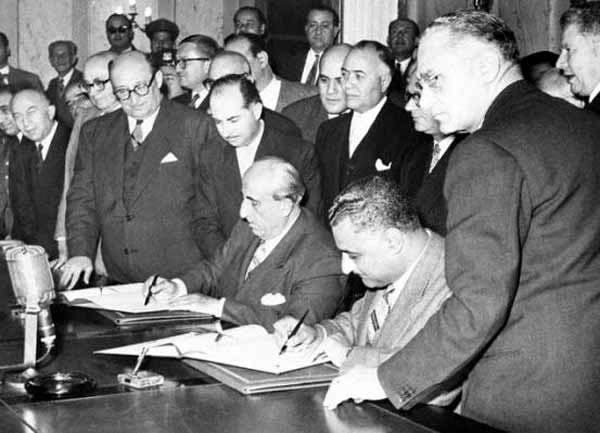
Signature du pacte créant la République arabe unie par Nasser et le président syrien Choukri al-Kuwatli.

Malgré la popularité de Nasser auprès des peuples arabes, le seul allié régional de l'Égypte en 1957 était la Syrie. En septembre, l'armée turque se déploya le long de la frontière syrienne et des rumeurs avançaient que les pays du pacte de Bagdad allaient renverser le gouvernement socialiste de Syrie. Nasser envoya des troupes dans le pays pour démontrer symboliquement sa solidarité et cela accrut encore plus son prestige dans le monde arabe et en particulier auprès des Syriens.
Alors que la situation politique se détériorait en Syrie, des délégations furent envoyées auprès de Nasser pour demander une union immédiate avec l'Égypte. Nasser commença par rejeter la proposition en avançant l'incompatibilité des systèmes politiques et économiques, l'absence de frontière commune, le passif interventionniste de l'armée syrienne dans les affaires politiques et les profondes divisions politiques de la Syrie. En janvier 1958, une seconde délégation parvint à convaincre Nasser de l'imminence d'un coup d'État communiste et de la possibilité d'une guerre civile. Nasser approuva alors l'idée d'union à condition qu'elle soit politiquement totale avec lui à la tête du nouveau pays, ce que les délégués et le président syrien Choukri al-Kuwatli acceptèrent. Le 1er février 1958, la République arabe unie (RAU) fut proclamée et, selon l'historien Dawisha, la réaction du monde arabe fut une « stupéfaction qui se transforma rapidement en une euphorie incontrôlable ». Nasser ordonna la répression des communistes syriens et beaucoup furent limogés de leurs fonctions officielles,.

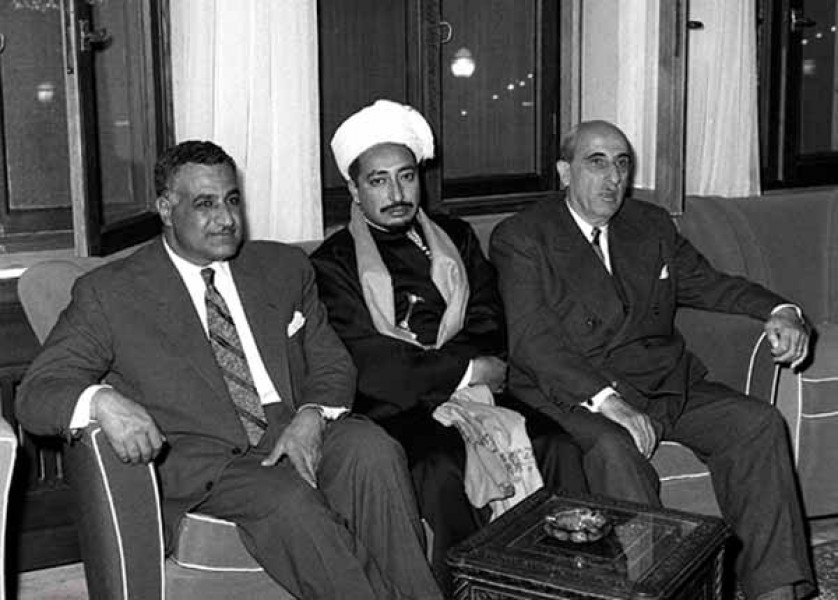
Nasser avec le prince Muhammad al-Badr du Yémen du Nord et Choukri al-Kuwatli en février 1958 à l'occasion de la création des États arabes unis.

Le 24 février, Nasser réalisa une visite surprise à Damas pour célébrer l'union et fut accueilli par des centaines de milliers de personnes. Le prince Muhammad al-Badr du Yémen du Nord se rendit à Damas pour proposer l'intégration de son pays à l'union. Nasser accepta l'idée d'établir une union fédérale appelée États arabes unis avec le Yémen au lieu d'une intégration totale. Alors que Nasser était en Syrie, le roi Saoud envisagea de l'assassiner lors du vol de retour en Égypte. Le 4 mars, Nasser s'adressa à la foule à Damas et lui montra un document saoudien demandant à Abdel Hamid al-Sarraj (en), le chef de la sécurité syrienne et un de ses partisans, d'abattre son avion. À la suite de l'incident, le roi Saoud fut contraint par la famille royale de céder une grande partie de ses pouvoirs à son frère Fayçal.
Un jour après avoir annoncé la tentative d'attentat, Nasser rédigea une nouvelle Constitution provisoire prévoyant une assemblée nationale de 600 membres (400 d'Égypte et 200 de Syrie) et la dissolution de tous les partis politiques y compris le parti Baas. Il nomma deux vice-présidents pour chacun des deux territoires : Abdel Latif Boghdadi et Abdel Hakim Amer en Égypte et Sabri al-Asali et Akram Hourani en Syrie.

### Influence sur le monde arabe
Au Liban, des affrontements entre des factions pro-Nasser et les partisans de l'un de ses principaux opposants, le président Camille Chamoun, culminèrent lors de la crise de mai 1958. Les premières cherchaient à rejoindre la RAU tandis que les seconds voulaient maintenir l'indépendance du Liban. Par l'intermédiaire de Sarraj, Nasser fournit un soutien financier et matériel à ses partisans libanais mais cela ne fut pas l'intervention à grande échelle que Chamoun rapporta,. Nasser ne cherchait pas à contrôler le Liban et voulait simplement empêcher Chamoun d'obtenir un second mandat.

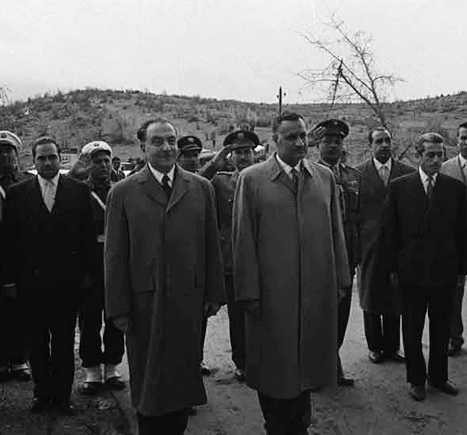
Nasser (à droite) et le président libanais Fouad Chéhab à la frontière entre la Syrie et le Liban durant des discussions sur la crise de mai 1958. Akram Hourani est le troisième à la gauche de Nasser et se trouve à droite de Chéhab, mars 1959.

Le 14 juillet, les officiers Abdul Karim Qasim et Abdel Salam Aref de l'armée irakienne renversèrent la monarchie et le lendemain, le Premier ministre et l'un des principaux opposants de Nasser, Nouri Saïd, fut tué. Nasser reconnut le nouveau gouvernement et déclara que « toute attaque contre l'Irak était équivalente à une attaque contre la RAU ». Le 15 juillet, les marines américains débarquèrent au Liban et des forces spéciales britanniques furent déployées en Jordanie à la demande de leurs gouvernements respectifs pour empêcher la prise de contrôle par des forces pro-Nasser. Nasser considérait que la révolution irakienne ouvrait la voie à l'unification des nations arabes. Le 19 juillet, Nasser déclara pour la première fois qu'il envisageait la création d'une union arabe même s'il n'avait pas de plans pour intégrer l'Irak à la RAU. Même si la plupart des membres du conseil révolutionnaire irakien (en) désiraient une union avec la RAU, Qasim cherchait à garantir l'indépendance irakienne et s'inquiétait de la popularité de Nasser dans le pays.
À l'automne 1958, Nasser forma un comité tripartite composé de Zakaria Mohieddin, d'Akram Hourani et de Salah Bitar pour superviser les développements en Syrie. En amenant ces deux derniers, qui étaient des membres du Parti Baas, au Caire, il neutralisa d'importantes figures politiques qui avaient leurs propres idées sur la manière de gérer la Syrie. Il plaça cette dernière sous le contrôle de Sarraj qui mit en place un État policier en emprisonnant et en exilant les propriétaires terriens qui s'opposaient aux réformes agricoles. À la suite de l'élection du président libanais Fouad Chéhab en septembre 1958, les relations entre le Liban et la RAU s'améliorèrent considérablement. Le 29 mars 1959, Chéhab et Nasser se rencontrèrent sur la frontière entre le Liban et la Syrie pour mettre fin à la crise libanaise.

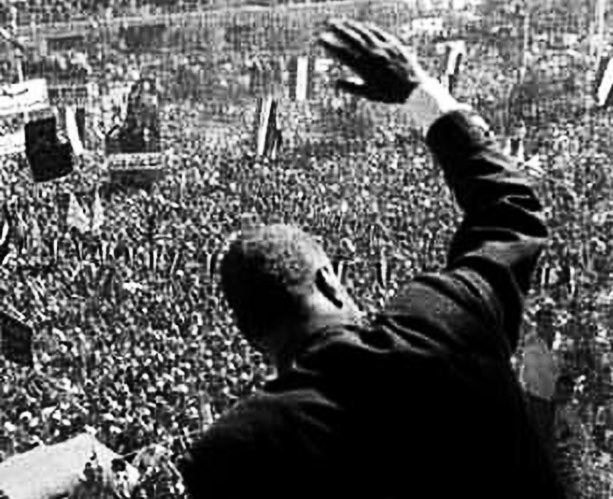
Nasser salue la foule à Damas en octobre 1960.

En mars 1959, les forces de Kasim écrasèrent un soulèvement organisé à Mossoul par des partisans de Nasser. Le président égyptien envisagea d'envoyer des troupes pour soutenir l'insurrection avant d'y renoncer. Nasser poursuivit la répression des communistes égyptiens en raison du soutien clé que les communistes irakiens fournissaient à Kasim. Plusieurs membres influents du parti communiste furent arrêtés dont l'ancien allié de Nasser, Khaled Mohieddin, qui avait été autorisé à revenir en Égypte en 1956. En décembre, la situation politique en Syrie s'était détériorée et Nasser répondit en nommant Amer au poste de gouverneur-général aux côtés de Sarraj. Les chefs syriens s'opposèrent à cette décision et beaucoup démissionnèrent de leurs fonctions officielles. Nasser rencontra plus tard les chefs de l'opposition et lors d'un échange houleux déclara qu'il était le président « élu » de la RAU et que ceux qui n'acceptaient pas son autorité pouvaient « s'en aller ».

### Effondrement de la RAU
L'opposition à la République arabe unie s'accrut en Syrie en particulier au sein des élites économiques, politiques et militaires. En réponse à la détérioration de l'économie syrienne, que Nasser attribua à son contrôle par la bourgeoisie, il décida en juillet de nationaliser de larges secteurs économiques. Il limogea également Sarraj en septembre pour juguler la crise politique grandissante. L'historien Aburish indique que Nasser n'était pas entièrement capable de gérer les problèmes syriens car ils lui « étaient étrangers ». En Égypte, la situation économique était plus stable avec une croissance du PIB de 4,5 % et une rapide expansion de l'industrie. En 1960, Nasser nationalisa la presse, qui était déjà favorable à son gouvernement, pour orienter l'attention du public vers les questions socioéconomiques du pays et galvaniser le soutien du peuple pour ses réformes socialistes.
Le 28 septembre 1961, des unités sécessionnistes de l'armée organisèrent un coup d'État à Damas et proclamèrent l'indépendance de la Syrie. En réponse, des unités pro-union du Nord de la Syrie se mutinèrent et des protestations pro-Nasser éclatèrent dans les principales villes syriennes. Nasser déploya des forces spéciales à Lattaquié pour renforcer ses partisans mais il les retira deux jours plus tard en citant son refus d'autoriser des combats entre Arabes. S'adressant au sujet de la dissolution de la RAU le 5 octobre, Nasser en assuma personnellement la responsabilité et déclara que l'Égypte reconnaîtra un gouvernement syrien élu. Il accusa en privé les interférences de gouvernements arabes hostiles. Selon Heikal, Nasser fit une crise de nerfs et sa santé commença à se détériorer après l'effondrement de l'union. Il se mit également à fumer de plus en plus.
En octobre 1961, Nasser se lança dans un important programme de nationalisation en considérant que l'adoption totale du socialisme était la réponse aux problèmes du pays et qu'elle aurait permis d'éviter la sécession de la Syrie. L'Union nationale fut renommée Union socialiste arabe et ces mesures permirent au gouvernement égyptien de contrôler 51 % de l'économie du pays en 1962. Ces mesures économiques furent accompagnées par une plus grande répression qui se traduisit par l'emprisonnement de milliers d'islamistes, dont des dizaines d'officiers.

### Renouveau au niveau régional

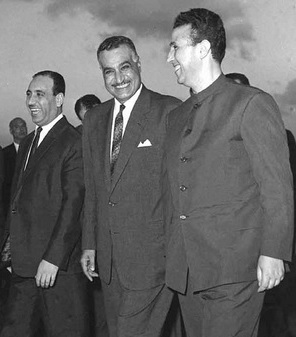
Nasser (au centre) reçoit le président algérien Ahmed Ben Bella (à droite) et le président irakien Abdel Salam Aref (à gauche) pour le sommet de la Ligue arabe à Alexandrie en septembre 1964.

La position régionale de Nasser changea soudainement lorsque des officiers yéménites menés par Abdullah al-Sallal, un partisan de Nasser, renversèrent le roi Muhammad al-Badr du Yémen du Nord le 27 septembre 1962. Al-Badr et ses partisans commencèrent à recevoir le soutien de l'Arabie saoudite pour restaurer la monarchie tandis qu'Abdullah al-Sallal accepta l'aide de Nasser pour consolider son nouveau gouvernement. L'Égypte fut donc impliquée dans une guerre par procuration contre l'Arabie saoudite lors de la guerre civile yéménite jusqu'au retrait de ses forces en 1967. La plupart des anciens collègues de Nasser remirent en cause la sagesse de poursuivre la guerre mais Amer assura le président égyptien que la victoire était proche. Nasser indiqua en 1968 que l'intervention au Yémen avait été une « erreur de jugement ».
Le 8 février 1963, un coup d'État fut organisé en Irak par le parti Baas et les partisans de Nasser renversèrent Kasim qui fut ensuite exécuté. Le nassériste Abdel Salam Aref fut désigné président. Un coup d'État similaire renversa le gouvernement syrien le 8 mars. Les nouvelles autorités syrienne et irakienne envoyèrent des délégations en Égypte pour défendre une nouvelle union arabe le 14 mars. Lors d'une réunion, Nasser étrilla les baasistes qui « facilitèrent la sécession de la Syrie de la RAU » et affirma qu'il était le « chef des Arabes ». Un accord provisoire prévoyant la création d'un État fédéral fut signé le 17 avril avec une entrée en vigueur en mai 1965. L'union fut néanmoins annulée du fait des purges syriennes contre les partisans de Nasser au sein de l'armée. Le colonel nassériste Jassem Alwan organisa un coup d'État pour essayer de reprendre le contrôle de la Syrie mais il échoua et Nasser qualifia les baasistes de « fascistes ».
L’Égypte procura en octobre 1963 une couverture aérienne à l'Algérie, qui, indépendante depuis peu, ne disposait d'aucun avion militaire et devait contenir une attaque de la monarchie marocaine.

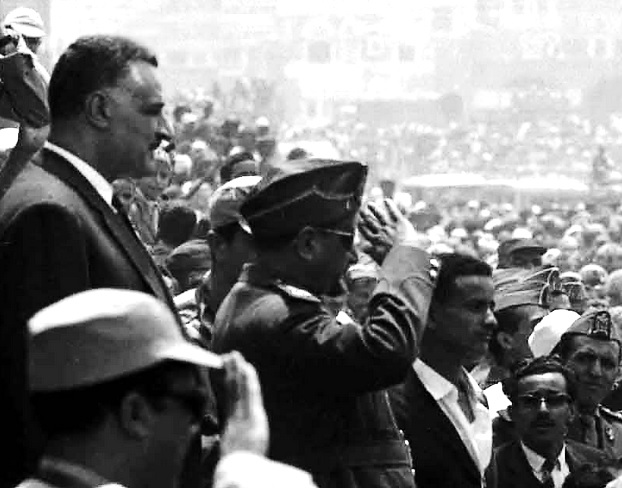
Nasser et le président yéménite Abdullah al-Sallal (en train de saluer) à Sanaa en avril 1964.

En janvier 1964, Nasser organisa un sommet de la Ligue arabe au Caire pour rédiger une réponse commune aux plans israéliens visant à détourner le cours du Jourdain, ce que la Syrie et la Jordanie considéraient comme un acte de guerre. Nasser accusa les divisions des Arabes pour ce qu'il qualifia de « situation désastreuse ». Il découragea les actions des guérillas syrienne et palestinienne contre Israël en indiquant qu'il n'était pas prêt à une guerre. Durant le sommet, Nasser développa des relations cordiales avec le roi Hussein et des liens furent rétablis avec les dirigeants de l'Arabie saoudite, de la Syrie et du Maroc. En mai, Nasser accepta formellement de partager son autorité sur la question palestinienne en initiant la création de l'Organisation de libération de la Palestine (OLP),. En pratique, Nasser utilisa l'OLP pour contrôler les unités paramilitaires palestiniennes et son premier président, Ahmed Choukairy, était le candidat personnel de Nasser.

### Nasser et la question kurde

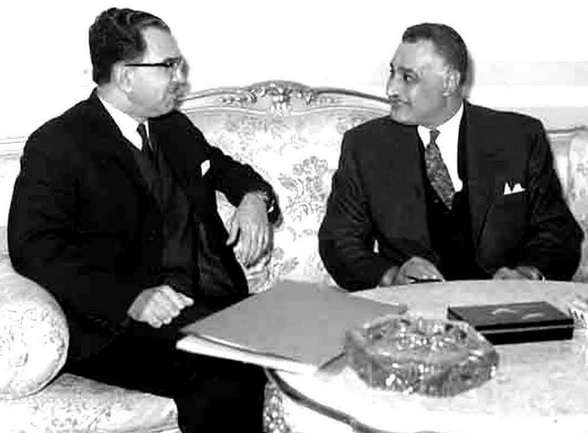
Nasser et le premier ministre irakien al-Bazzaz. Nasser a fait pression sur le gouvernement irakien pour obtenir une résolution pacifique à l'insurrection kurde des années 1960.

Pour les défenseurs du panarabisme et de l'unité politique du monde arabe, la question du statut du peuple kurde est source d'hésitations et de tensions, dans la mesure où les revendications indépendantistes croissantes du peuple kurde depuis la Première Guerre mondiale amènent à des revendications de sécession vis-à-vis des États arabes tel que la Syrie ou l'Irak, et conduisent à de multiples violences.
Là ou la plupart des dirigeants arabes de l'époque ont eu une attitue plus hésitante à ce sujet, Nasser, considérant les kurdes comme un peuple frère vis-à-vis des arabes, s'exprime publiquement comme étant favorable à un droit à l'autonomie accordé au peuple kurde. En 1963, au sujet de la première insurrection kurde irakienne alors en cours, tout en s'opposant à la séparation du Kurdistan irakien de l'Irak, il réclame l'arrêt au plus vite des combats et à des négociations de paix afin d'apporter pacifiquement une plus grande autonomie aux populations kurdes irakiennes. Ainsi, lors de l'accord de paix entre le régime baathiste irakien et les insurgés kurdes signé en 1970, le président égyptien a fortement soutenu et appuyé les clauses concédant une plus grande autonomie aux populations kurdes.

### La recherche d'une unité africaine

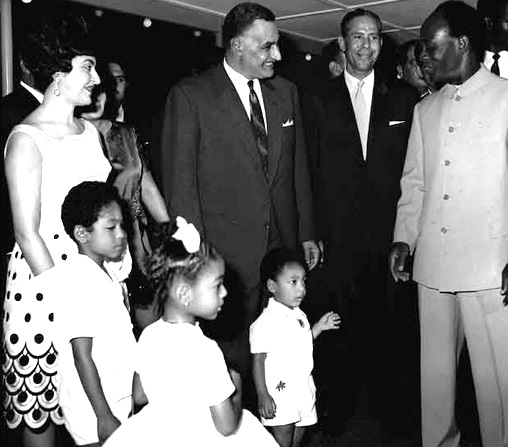
Nkrumah et sa famille aux côtés de Nasser en 1965. En plus d'une amitié sur le plan personnel, les deux chefs d'État partagent des positions similaires sur la question de l'anticolonialisme et de l'unité africaine.

Nasser fut une figure majeure du renforcement de la solidarité africaine à partir de la fin des années 1950 et du début des années 1960. Durant cette période, Nasser fit de l'Égypte un refuge pour les chefs des mouvements indépendantistes africains et autorisa la diffusion de propagande anti-coloniale depuis Le Caire. La crise du canal de Suez et son projet d'unité du monde arabe sont une source de prestige moral pour Nasser et incarnent un modèle de réussite auprès de certains militants anticolonialistes aspirant à une rupture radicale avec les puissances occidentales, particulièrement dans les régions à majorité musulmane.
La diplomatie égyptienne menée par Nasser apporte son soutien à de nombreux mouvements anticolonialistes radicaux, dont certains utilisant la lutte armée. C'est le cas notamment de l'Union des populations du Cameroun, en guerre ouverte contre la puissance coloniale française, dont de nombreux cadre trouvent refuge au Caire. De même, certains politiciens africains d'opposition, hostile au rapprochement de leurs pays d'origine avec l'Occident, sont accueillis par le dirigeant égyptien, comme le mauritanien Horma Ould Babana.
Réputé proche de ses homologues africains, Nasser noua avec le président ghanéen Kwame Nkrumah une forte entente sur le plan diplomatique ainsi qu'une amitié prononcée sur le plan personnel, ce dernier décidant de donner à son fils, né de son mariage avec l'égyptienne Fathia Rizk, le prénom de Gamal. Outre cette forte amitié, les deux présidents ont tissé une entente politique en raison de leur participation active à deux conférences organisé au Ghana en 1958, la « conférence des Etats Africains Indépendants » en avril, et la « conférence de tous les Peuples Africains » en décembre, toutes deux ayant servi de base à la future création de l'OUA en 1963. Nkrumah et Nasser affirment à cette occasion des positions panafricaines similaires.
Nasser fut également un soutien majeur de Patrice Lumumba, premier président de la République démocratique du Congo. Lors de la crise politique et militaire que connait le Congo-Kinshasa lors de la sécession du Katanga appuyée par la France, la Belgique et les États-Unis, et lors du coup d'État qui suivit dès l'automne 1960, Nasser maintint l'ambassade égyptienne sur place et accepta de fournir des armes et des conseillers militaires au régime de Lumumba. En janvier 1961, après la destitution et l'arrestation de Lumumba, les services secrets égyptiens l'aidèrent à fuir leur résidence surveillée, bin qu'il soit de nouveau capturé, puis exécuté quelques jours plus tard.
En revanche, Nasser adresse d'abord une certaine méfiance, voire un mépris, envers les pays africains faisant le choix de maintenir des liens avec les anciennes puissances coloniales, comme le Nigéria, qualifiant leurs dirigeants de « modérés de l’anticolonialisme » et de « créateurs de l’impérialisme ». Cette position s'explique en partie par le fait qu'Israël, pour limiter l'émergence en Afrique de dirigeants tiers-mondistes pro-arabes, soutient diplomatiquement de façon active les pays faisant le choix d'une intégration africaine modérée.

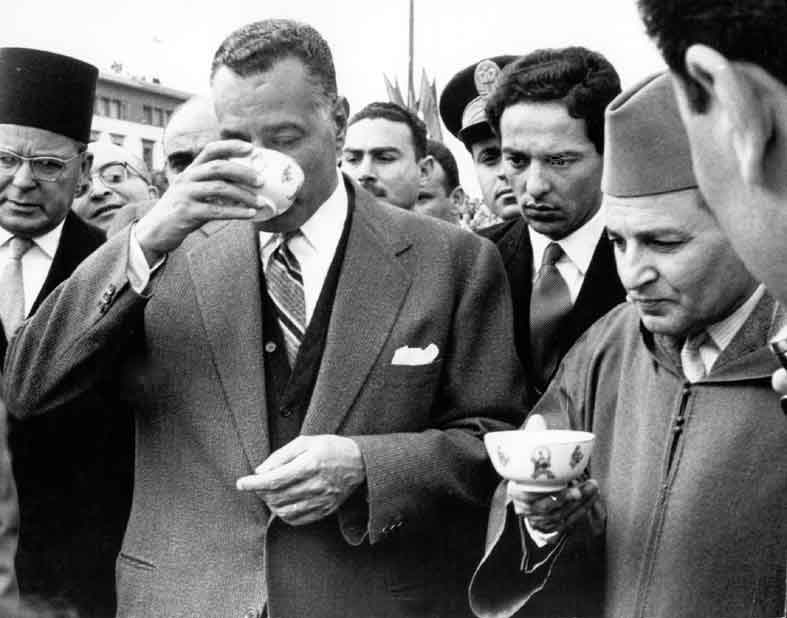
Nasser en visite au Maroc en 1961 auprès du roi Mohammed V. Les deux dirigeants participent au groupe de Casablanca en 1961, qui propose la création d'un État fédéral en Afrique.

Dès 1961, aux côtés de Kwame Nkrumah et du roi du Maroc Mohamed V, Nasser fut un acteur majeur du groupe de Casablanca, un collectif informel de dirigeants africains réfléchissant à un projet panafricain maximaliste d'État africain fédéral à part entière, sur le modèle des États-Unis, disposant de son propre gouvernement, de son propre budget et de sa propre armée. Nasser et les autres membres du collectif considéraient en effet que seul une intégration forte au sein du continent pourrait permettre un développement économique et social général tout en mettant fin au colonialisme. Ce projet échoua en partie en raison d'une crainte des autres dirigeants africains de voir cette unité se faire au profit des dirigeants arabes d'Afrique, dont Nasser, en raison d'une influence de celui-ci jugé trop forte au sein du groupe, mais aussi par méfiance envers un projet jugé trop radical en comparaison avec celui du groupe de Monrovia proposant une coopération entre États africains souverains.
Nasser finit par accepter de ratifier la création de l'Organisation de l'unité africaine en 1963, bien plus proche des partisans d'une intégration régionale africaine limitée à laquelle celui-ci s'opposait jusqu’ici. Le dirigeant égyptien est alors en partie contraint par l'effondrement de la République Arabe Unie, qui atténue son prestige jusqu'ici acquis en Afrique. Son influence sur le continent africain, bien que toujours forte, diminue, tout comme l'engagement égyptien faveur d'un panafricanisme radical. Son autorité continentale connaît un transfert progressif vers l'Algérie après 1962. Il finit par établir des relations diplomatiques cordiales avec des dirigeants africains dits modérés, qu'il critiquait jusqu’ici, comme l'atteste la visite au Caire en 1962 du Camerounais Ahmadou Ahidjo, proche de la France et hostile aux militants de l'UPC auparavant soutenus par Nasser.
En 1960, Nasser rompt les relations diplomatiques entre l'Egypte et l'Afrique du Sud, en raison de son panafricanisme et de son hostilité envers l'apartheid.

## Modernisation et transformations de la société égyptienne

### Politique religieuse

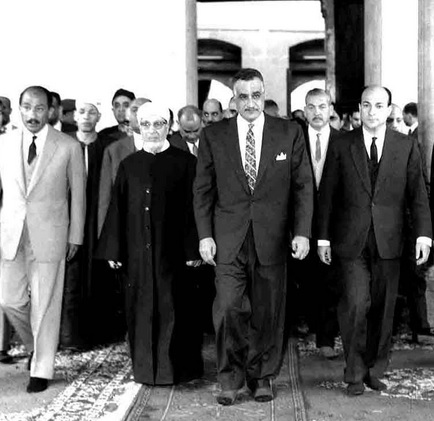
Prière du Vendredi à la mosquée Al-Azhar en janvier 1966. De gauche à droite : le président de l'Assemblée nationale Anouar el-Sadate, le grand imam Hassan Mamoun, Nasser, le vice-président et le ministre de l'Intérieur Zakaria Mohieddin.

En 1961, Nasser chercha à établir fermement la domination de l'Égypte sur le monde arabe et à promouvoir une seconde révolution pour fusionner les idéologies socialistes et islamiques et satisfaire les désirs de la population. À cette fin, il initia plusieurs réformes pour moderniser l'université al-Azhar qui était de facto l'autorité principale de l'islam sunnite et renforcer sa domination sur les Frères musulmans et le wahhabisme plus rigoureux défendu par l'Arabie saoudite. Nasser avait utilisé les oulémas (universitaires) les plus favorables pour faire contrepoids à l'influence des Frères musulmans dès 1953. Nasser poussa l'université à modifier ses programmes qui servaient de modèle au reste du système éducatif égyptien ; cela permit l'ouverture d'écoles mixtes et l'introduction de l'enseignement de l'évolution dans les cursus scolaires. Des réformes furent également menées pour fusionner les tribunaux religieux et civils. Il contraignit aussi l'université à émettre une fatwa pour mieux intégrer les Chiites, les Alaouites et les Druzes au sein de la société car ils avaient pendant plusieurs siècles été considérés comme des hérétiques.

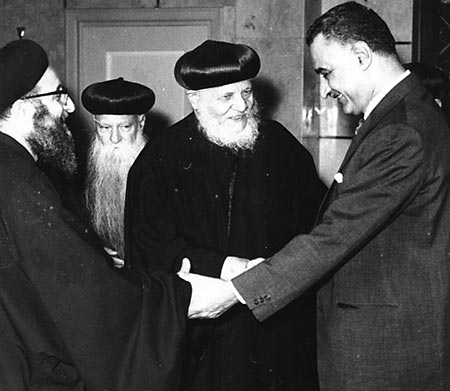
Le président Nasser rencontre une délégation d'évêques coptes en 1965

Toutefois, le régime de Nasser marque une marginalisation et une discrimination partielle des coptes. Ces derniers ont subi plus durement que les autres groupes ethniques et religieux égyptiens les vagues de nationalisation des années 1960. De plus, leur accès à certaines fonctions publiques leur est rendu plus difficile, ces derniers se sentant moins en phase avec le discours panarabe officiel, du fait de leur attachement à une identité égyptienne pré-arabe. Malgré tout, la majorité des coptes égyptiens acceptent leur statut, par loyalisme, et aucune tension communautaire majeure n'a lieu les concernant sous la présidence de Nasser.
Nasser accentue la répression contre les Frères musulmans, déjà commencée en 1954 après la tentative d'assassinat à son encontre. En 1965, il fait arrêter de nombreux cadres de l'organisation, dont Sayyid Qutb, principal idéologue de la confrérie islamiste, les accusant d'avoir reconstitué leur mouvement officiellement dissout en 1954, et d'avoir préparé un nouvel attentat envers lui. Qutb est finalement exécuté pour ses motifs en 1966.

### Réorganisation de l'économie, de l'État et de l'armée
À la fin de l'année 1957, Nasser avait nationalisé les derniers intérêts français et britanniques en Égypte. Lorsque ses incitations fiscales visant à attirer les investissements étrangers ne rencontrèrent pas le succès escompté, il nationalisa de nouvelles industries pour les intégrer dans son organisation de développement économique. Le contrôle gouvernemental n'était pas total et deux tiers de l'économie restaient dans les mains d'acteurs privés. Les actions de Nasser permirent un accroissement de la production agricole et une accélération de l'industrialisation.
À la suite de la sécession syrienne, Nasser s'inquiéta de plus en plus de l'incapacité d'Amer à moderniser l'armée d'autant plus qu'il avait créé un véritable État dans l'État avec ses propres services de renseignement,. À la fin de l'année 1961, Nasser créa un conseil présidentiel et lui accorda l'autorité pour approuver les nominations au sein de l'état-major, une responsabilité auparavant dévolue à Amer,. Il exigea également que le principal critère pour les promotions soit le mérite et non les relations personnelles. Nasser fut néanmoins contraint d'abandonner ces réformes après que les officiers favorables à Amer eurent menacé de se mutiner. Au début de l'année 1962, Nasser tenta à nouveau de reprendre le contrôle de l'appareil militaire. Amer répondit en affrontant directement Nasser pour la première fois et en ralliant secrètement les officiers qui lui étaient loyaux,. À nouveau, Nasser recula pour éviter une possible confrontation entre les autorités civiles et militaires. Selon Boghdadi, la tension provoquée par l'effondrement de la RAU et l'autonomie grandissante d'Amer obligea Nasser, qui souffrait déjà de diabète, à prendre des analgésiques jusqu'à la fin de sa vie.

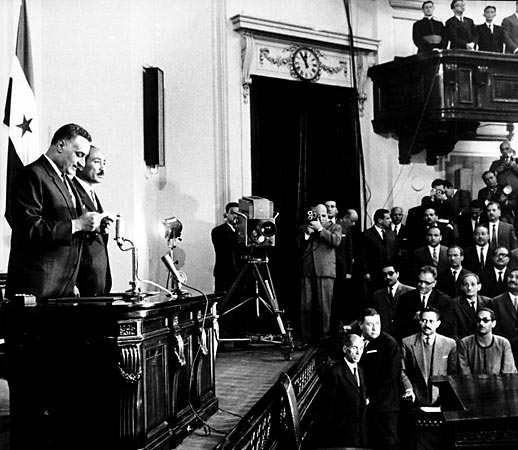
Nasser prête serment pour un second mandat de président le 25 mars 1965.

Pour organiser et solidifier sa base populaire et contrer l'influence de l'armée, Nasser introduisit une nouvelle Constitution en 1963. Il présenta également des réformes pour créer un système d'assurance maladie, de logements sociaux et de formation professionnelle et élargir le canal de Suez. Il tenta aussi de maintenir le contrôle sur la fonction publique du pays pour éviter qu'elle ne devienne hypertrophiée et qu'elle ne soit un fardeau pour l'économie. De nouvelles lois instaurèrent un salaire minimum, la gratuité de l'éducation et une réduction du temps de travail. Des réformes agraires furent lancées pour accroître la production agricole et réduire la pauvreté rurale. Le 15 mars 1965, Nasser fut réélu président avec 100 % des voix. À partir de 1966, alors que l'économie égyptienne commençait à montrer des signes de faiblesse et que la dette devenait un poids de plus en plus lourd, Nasser décida de relâcher le contrôle étatique sur le secteur privé, de faciliter les prêts bancaires et d'encourager les exportations.

### Condition féminine

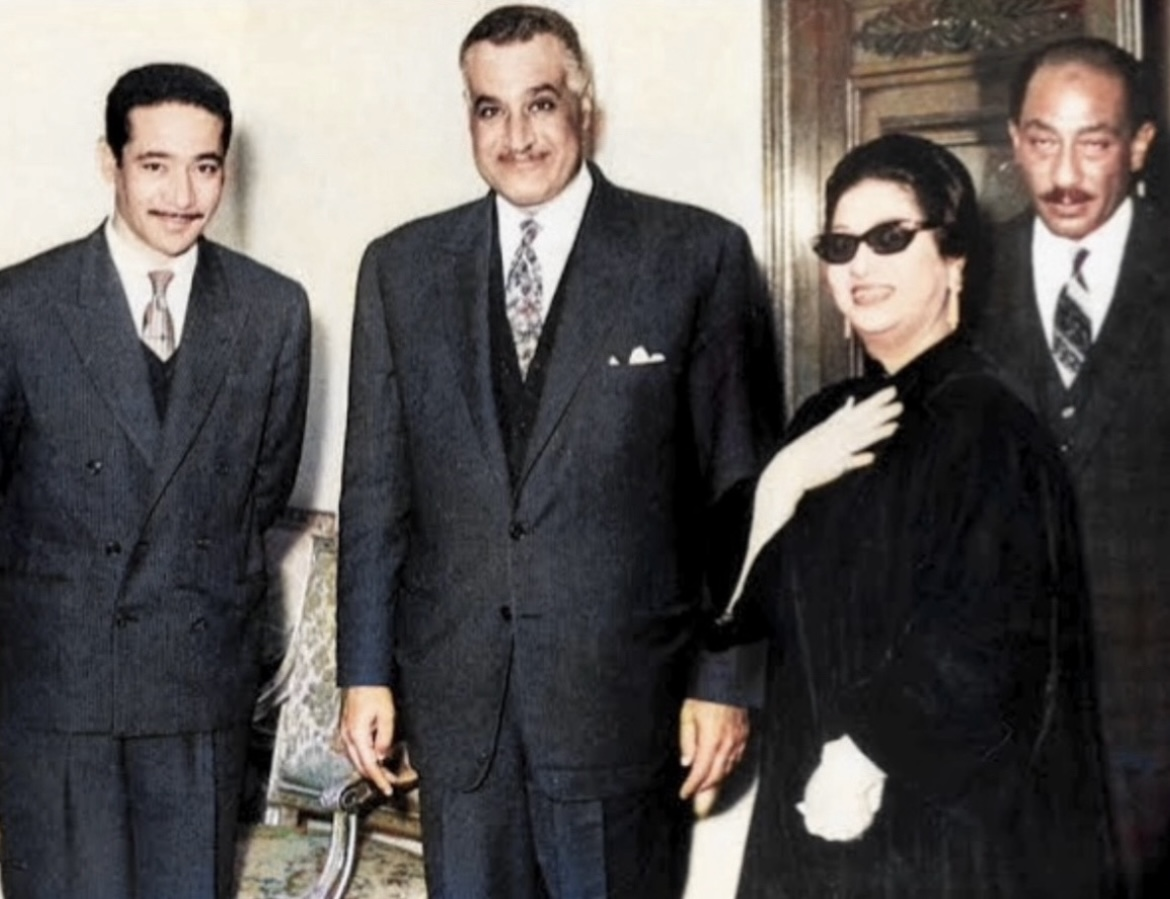
Nasser aux côtés de la cantatrice égyptienne Oum Kalthoum, proche de celui-ci, en 1968. Oum Khaltoum est considérée comme un symbole de la condition des femmes en Égypte et du régime de Nasser aux yeux du monde arabe.

Sous ses multiples mandats, Nasser impulse de nombreux choix et directives allant dans le sens d'une amélioration de la condition des femmes en Égypte. La Constitution mise en place en 1956 reconnaît l'égalité devant la loi et dans le monde du travail entre les hommes et les femmes et accorde à ces dernières le droit de vote.
Dès sa prise de pouvoir, il marque explicitement son refus de rendre le port du voile obligatoire pour les femmes, malgré les demandes insistantes des Frères musulmans. Dans une conférence de presse publique des années 1950, Nasser raconte de façon moqueuse et ironique une supposée rencontre qui aurait eu lieu en 1953 entre lui et le chef de la confrérie, réclamant alors l'obligation du port du voile pour toutes les femmes égyptiennes :
« « Je lui ai répondu que c’était revenir à l’époque où la religion gouvernait et où on ne laissait les femmes sortir qu’à la tombée de la nuit... Je lui ai fait remarquer que sa fille, étudiante en médecine, n’était pas voilée. Comment veux-tu, lui ai-je dit, que j’impose le voile à dix millions de femmes alors que tu n’es pas en mesure de l’imposer à ta propre fille ? » »
. De plus en plus de femmes occupent également des postes politiques : en 1959, une femme devient députée pour la première fois dans l'histoire égyptienne, et en 1962, Nasser donne pour la première fois un poste de ministre à une femme. Il légitime les campagnes de planification familiale en prétendant que les familles trop nombreuses renforcent la misère des foyers et sont source d'asservissement pour les femmes en les empêchant d'exploiter leur potentiel au service de la société.

### Antisémitisme et sort des juifs d'Egypte
La question de l'antisémitisme de Nasser suscite de multiples débats et controverses, cette accusation, ayant été en partie utilisée par les dirigeants israéliens et occidentaux pour le discréditer, conduisant à des comparaisons fréquentes avec Adolf Hitler,.
Malgré tout, de multiples propos et événements montrent une attitude hostile du pouvoir égyptien envers la communauté juive égyptienne sous Nasser, en liaison avec le contexte de tensions avec Israël. En 1954 éclate l'affaire Lavon, mettant en scène un réseau de sabotage destiné à discréditer Nasser organisé par les services de renseignement israélien. Une partie des membres du commando est composé de juifs égyptiens. Cette affaire suscite une première méfiance de Nasser et du pouvoir envers les juifs égyptiens, soupçonnés d'être de potentiels agents d'Israël
A l'occasion de la crise du canal de Suez, l'amalgame entre juifs et sionistes est officiellement proclamé par le gouvernement égyptien : une déclaration officielle du 23 octobre 1956 proclame que tous les juifs sont des sionistes, et ont de fait un statut d'ennemis de l'État, et annonce la volonté du gouvernement de les expulser. Plus de 25 000 Juifs égyptiens sont alors contraints au départ durant l'année 1956.
Pour l'historien Denis Charbit, l'accusation de complot juif devient, à partir de la fin des années 1950, un instrument fréquemment utilisé par le gouvernement égyptien sous Nasser pour expliquer les difficultés et échecs du régime. Nasser favorise la diffusion en Egypte et dans le monde arabe d'une traduction protocoles des Sages de Sion, un faux texte antisémite utilisé au début du vingtième siècle par les services secrets de la Russie tsariste, afin de tenter d'expliquer les épisodes de tension entre Israël et le monde arabe par un complot impliquant la communauté juive en elle-même.
En 1964, Nasser tient des propos ouvertement négationnistes auprès du journal allemand d'extrême-droite Deutsche Nationalzeitung : « Personne ne prend au sérieux le mensonge des 6 millions de juifs assassinés ». Toutefois, Nasser n'a jamais fait de la négation de la Shoah un élément de sa politique diplomatique ni ne s'est exprimé publiquement au sujet de la Shoah et du nombre de victimes, probablement influencé par ses conseillers politiques et par des personnels diplomatiques liés au bloc communiste.

## Guerre des Six Jours

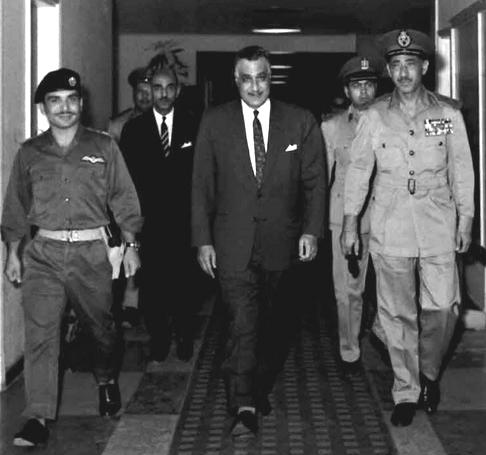
Nasser (au centre), le roi Hussein de Jordanie (à gauche) et Amer (à droite) au quartier général égyptien avant la signature d'un pacte de d'assistance mutuelle le 30 mai 1967.

Au début de l'année 1967, l'Union soviétique avertit Nasser de l'imminence d'une attaque israélienne contre la Syrie,. Amer utilisa ces avertissements comme prétexte pour déployer le 14 mai des troupes dans le Sinaï et exiger le retrait des forces des Nations unies sans demander l'autorisation de Nasser,. Le même jour, Nasser prit connaissance d'un message du roi Hussein de Jordanie dont les sources à Washington indiquaient que les États-Unis et Israël conspiraient pour attirer l'Égypte dans un conflit. Le message avait initialement été reçu par Amer le 2 mai mais Nasser n'en fut informé que le 14 mai après le déploiement des forces dans le Sinaï,. Même si les relations entre Nasser et Hussein étaient tendues, ce dernier craignait qu'une guerre n'entraînât l'occupation israélienne de la Cisjordanie. Le 15 mai, Nasser tenta d'apaiser les tensions en demandant aux Nations unies de limiter le retrait de ses forces au Nord-Sinaï mais cela fut refusé. Malgré les avertissements, Nasser continuait de croire que les États-Unis empêcheraient Israël de passer à l'action. De son côté, il assura aux États-Unis et à l'Union soviétique que l'Égypte n'agirait que défensivement.
Sans l'autorisation de Nasser, Amer ordonna le 21 mai le blocus du détroit de Tiran, ce qui pouvait offrir un casus belli à Israël. Amer lui affirma que l'armée était prête au combat, mais Nasser doutait de son évaluation. Amer anticipait une attaque israélienne imminente et défendait une attaque préventive, mais Nasser écarta l'idée, car il considérait que l'armée de l'air égyptienne manquait de pilotes et que les officiers désignés par Amer n'étaient pas compétents. Nasser estimait néanmoins que si Israël attaquait, la supériorité numérique égyptienne en hommes et en matériel pourrait stopper les forces israéliennes pendant au moins deux semaines le temps que la diplomatie puisse obtenir un cessez-le-feu. À la fin du mois de mai, Nasser commença à juger que la guerre était inévitable et il adopta une posture plus martiale sous la pression de la rue et des autres gouvernements arabes,. Le 30 mai, le roi Hussein engagea la Jordanie aux côtés de l'Égypte et de la Syrie au sein d'une alliance arabe.
Le matin du 5 juin, l'armée de l'air israélienne lança une attaque surprise et détruisit la majeure partie de l'aviation arabe. Avant la fin de la journée, les unités blindées israéliennes avaient percé les défenses égyptiennes et s'étaient emparées de la ville d'El-Arich. Le lendemain, Amer ordonna le retrait immédiat des forces égyptiennes du Sinai. Selon Sadate, ce n'est que lorsque les Israéliens encerclèrent la garnison de Charm el-Cheikh que Nasser prit conscience de la gravité de la situation. Après avoir appris l'attaque, il se rua au quartier général pour s'informer de la situation militaire. Les tensions latentes entre Nasser et Amer éclatèrent au grand jour et les officiers présents rapportèrent qu'ils se livrèrent à une « joute verbale ininterrompue ». Le comité exécutif suprême créé par Nasser pour évaluer la conduite de la guerre attribua les défaites égyptiennes à la rivalité entre les deux hommes et à l'incompétence d'Amer.

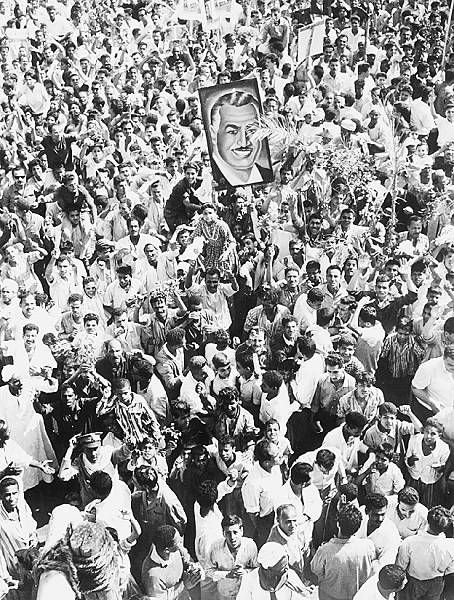
Manifestants égyptiens protestant contre la démission de Nasser en 1967.

Israël s'empara rapidement du Sinaï et de la bande de Gaza contrôlée par l'Égypte, de la Cisjordanie occupée par la Jordanie et du Golan appartenant à la Syrie mais la propagande continua d'annoncer l'imminence de la victoire arabe pendant quatre jours. Le 9 juin, Nasser apparut à la télévision pour informer ses concitoyens de la défaite de leur pays,. Il annonça sa démission plus tard dans la journée et céda tous ses pouvoirs au vice-président Zakaria Mohieddin qui n'avait pas été informé de cette décision et refusa la fonction. Des centaines de milliers de partisans se rassemblèrent dans les rues de l'Égypte et de tout le monde arabe pour manifester leur soutien et refuser sa démission. Nasser revint sur sa décision le lendemain. Le 11 juillet, Nasser remplaça Amer par Mohamed Fawzi à la tête des forces armées,. En protestation, 600 loyalistes d'Amer marchèrent sur le quartier général pour exiger l'annulation de son renvoi. Lorsque Nasser limogea 30 officiers, Amer et ses partisans préparèrent un coup d'État pour le 27 aout. Nasser fut informé de leurs activités et après plusieurs invitations, convainquit Amer de le rencontrer le 24 août. Ce dernier fut arrêté et il se suicida le 14 septembre. Malgré la dégradation de ses relations avec Amer, Nasser évoqua la perte « de la personne la plus proche de [lui] ». Par la suite, Nasser entama un processus de dépolitisation des forces armées et arrêta des dizaines de partisans d'Amer.

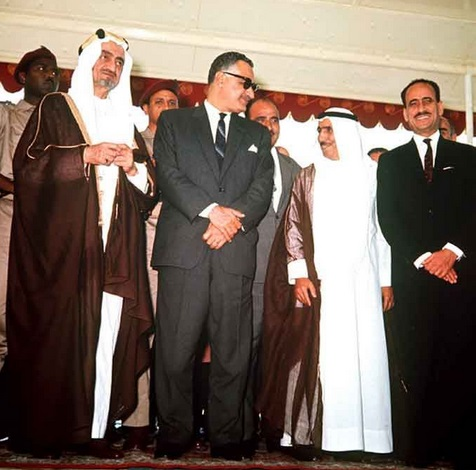
Nasser avec les dirigeants arabes au Sommet de la Ligue arabe à Khartoum en août 1967

Durant le sommet de la Ligue arabe à Khartoum en août 1967, la position habituellement dominante de Nasser avait été affaiblie et les chefs d'État se tournèrent vers le roi Fayçal d'Arabie saoudite pour présider la conférence. Un cessez-le-feu fut signé au Yémen et la réunion se conclut par la résolution de Khartoum. L'Union soviétique remplaça la moitié de l'arsenal égyptien détruit et rompit ses relations diplomatiques avec Israël. Nasser mit fin à ses relations avec les États-Unis après la guerre et, selon Aburish, arrêta sa politique de « jouer les superpuissances l'une contre l'autre ». En novembre, Nasser accepta la résolution 242 des Nations-unies qui demandait à Israël de se retirer des territoires conquis durant le conflit. Ses partisans affirmèrent que la décision de Nasser était destinée à gagner le temps nécessaire pour préparer une nouvelle confrontation avec Israël tandis que ses détracteurs avancèrent que son acceptation de la résolution montrait sa perte d'intérêt pour la cause palestinienne.

## Dernières années

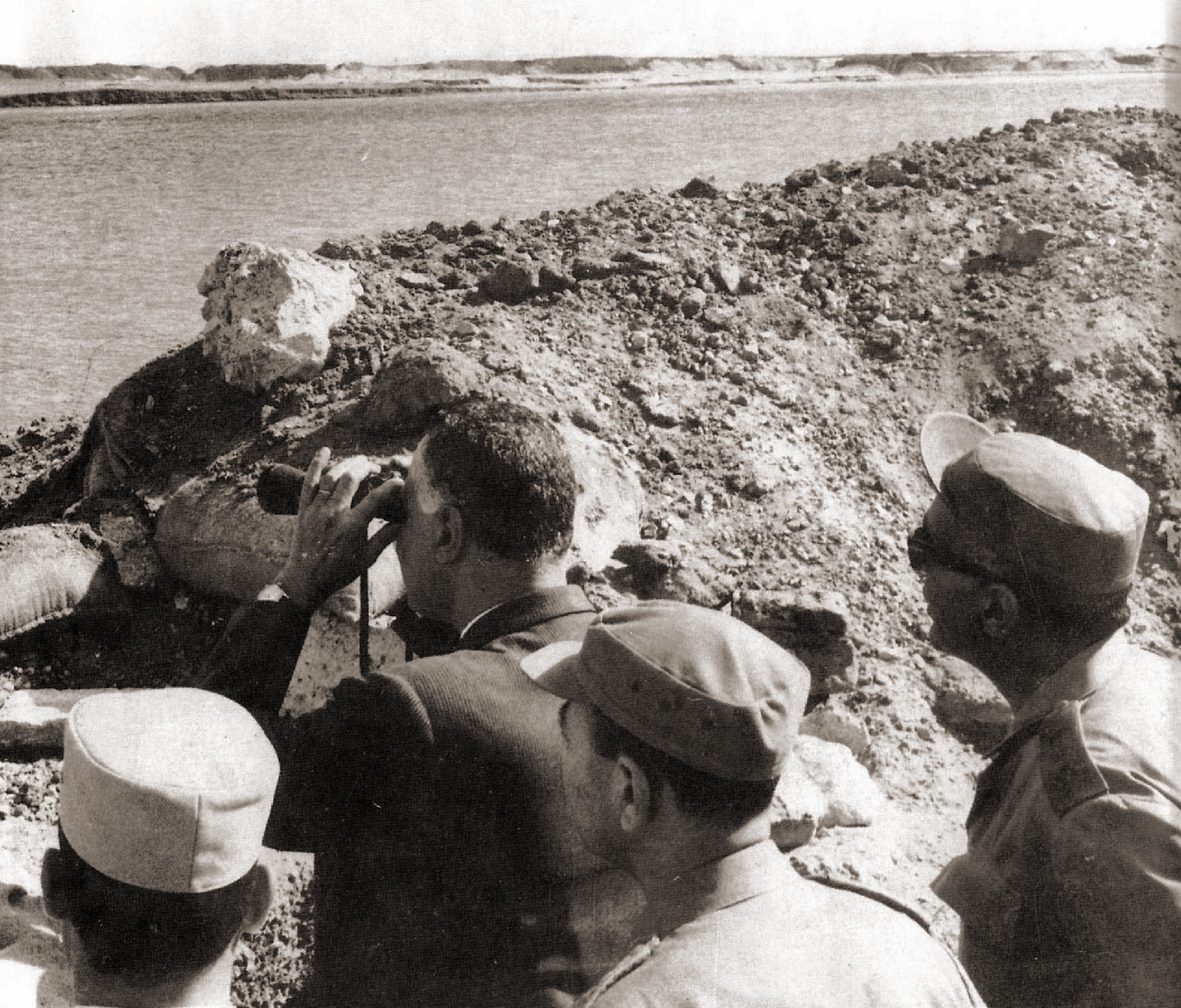
Nasser observe le canal de Suez durant la guerre d'usure en 1968. Le général Mohamed Fawzi se trouve directement derrière Nasser et le chef d'état-major Abdul Munim Riad est à leur droite.

Nasser s'attribua les fonctions de Premier ministre et de commandant suprême des forces armées le 19 juin 1967. À la fin du mois de février 1968, des ouvriers et des étudiants lancèrent des manifestations contre la supposée clémence envers les responsables de l'armée de l'air accusés de négligence durant la guerre des Six Jours,. Nasser répondit à ces protestations, les plus importantes contre son pouvoir depuis mars 1954, en limogeant la plupart des militaires de son gouvernement et en nommant des civils à la tête de l'Union socialiste arabe,. Le 3 mars, les services de renseignements furent réorientés vers l'extérieur et Nasser proclama la « chute de l'État mukhabarat ».
Le 30 mars, il publia un manifeste annonçant la restauration des libertés civiles, une plus grande indépendance du parlement vis-à-vis du pouvoir exécutif, une réforme structurelle de l'Union socialiste arabe et une campagne pour éradiquer la corruption. Les Égyptiens approuvèrent les mesures proposées lors d'un référendum en mai et des élections furent organisées pour le comité exécutif suprême, l'organe le plus important de l'Union socialiste. Les observateurs notèrent que la déclaration signalait un virage important vers une plus grande libéralisation et la fin de la répression politique mais beaucoup de ces promesses ne furent pas respectées. Nasser nomma Anouar el-Sadate et Hussein el-Shafei à la vice-présidence en décembre 1969. À ce moment, les relations entre Nasser et ses anciens compagnons d'armes comme Khaled et Zakaria Mohieddin et son ancien vice-président Sabri s'étaient détériorées. Au milieu de l'année 1970, Nasser envisagea de remplacer Sadate par Boghadi après s'être réconcilié avec lui.

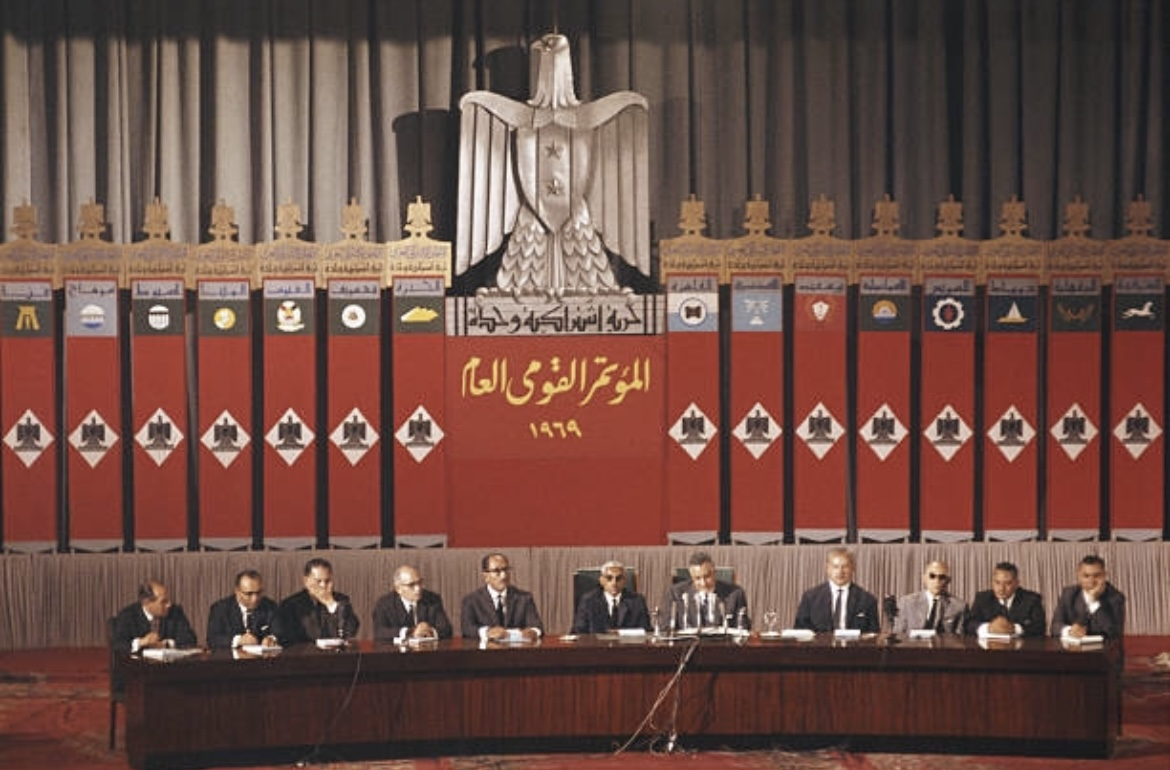
Nasser s'adressant à la nation à l'Assemblée nationale de l'Union socialiste arabe en 1969

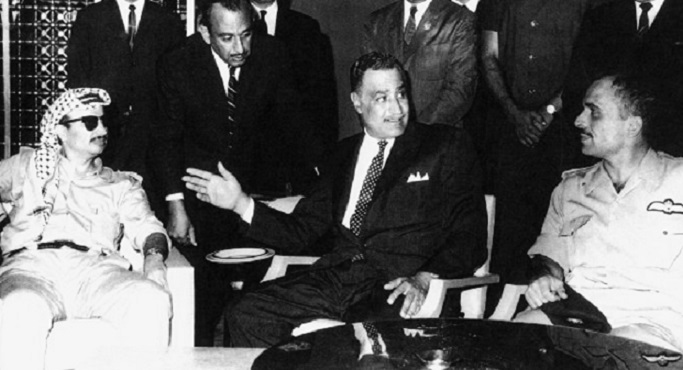
Nasser négocie un cessez-le-feu entre Yasser Arafat (à gauche) et le roi Hussein de Jordanie (à droite) durant un sommet extraordinaire de la Ligue arabe le 27 septembre 1970, la veille de sa mort.

En janvier 1968, Nasser initia la guerre d'usure pour reprendre les territoires occupés par Israël dans le Sinaï en lançant des attaques sur les positions israéliennes sur la rive orientale du canal de Suez alors bloqué. En mars, il fournit des armes et des financements au Fatah de Yasser Arafat après leur performance contre les troupes israéliennes lors de la bataille de Karameh. Il lui conseilla également de réfléchir à une paix avec Israël et à la création d'un État palestinien comprenant la Cisjordanie et la bande de Gaza. Nasser céda ainsi la gestion de la question palestinienne à Arafat. Israël riposta aux attaques égyptiennes en bombardant les villes égyptiennes sur la rive occidentale du canal de Suez et de nombreux Égyptiens quittèrent la zone,,. Nasser ordonna la fin des opérations militaires et entama la construction d'un réseau de défenses tout en recevant des financements de la part de nombreux pays arabes ; les combats reprirent néanmoins en mars 1969. En novembre, Nasser supervisa la signature des accords du Caire entre l'OLP et l'armée libanaise pour mettre fin aux affrontements entre les deux groupes et pour légaliser la présence des fedayins palestiniens dans le Sud-Liban.
En juin 1970, Nasser accepta le plan Rogers soutenu par les États-Unis qui demandait la fin des hostilités et le retrait israélien du territoire égyptien ; le plan fut cependant rejeté par Israël, l'OLP et les pays arabes à l'exception de la Jordanie. Nasser y était initialement opposé mais il l'approuva sous la pression de l'URSS qui craignait qu'un conflit régional ne l'entraînât dans une guerre avec les États-Unis,. Il considéra également qu'un cessez-le-feu pourrait être une étape vers l'objectif stratégique qui était la reprise du canal de Suez. À la suite de l'acceptation de Nasser, Israël concéda un cessez-le-feu et Nasser exploita l'accalmie pour déployer des missiles sol-air dans la zone du canal,.
Dans le même temps, les relations en Jordanie entre une OLP de plus en plus autonome et le gouvernement du roi Hussein se détériorèrent et à la suite des détournements de Dawson's Field, une campagne militaire fut lancée pour chasser les forces de l'OLP. Les combats faillirent dégénérer en guerre régionale et Nasser organisa en urgence un sommet de la Ligue arabe le 27 septembre pour obtenir un cessez-le-feu,.

## Mort et funérailles

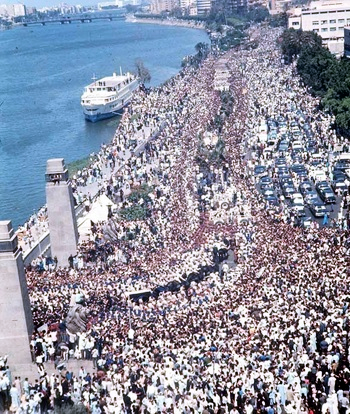
Cinq millions de personnes participèrent au cortège funèbre de Nasser au Caire le 1er octobre 1970.

Quelques heures après avoir raccompagné le dernier chef arabe à quitter le sommet le 28 septembre 1970, Nasser fut victime d'une crise cardiaque. Immédiatement transporté à sa résidence pour être soigné, il mourut peu après vers 18 h. Heikal, Sadate et l'épouse de Nasser, Tahia, se trouvaient à son chevet. Selon son médecin, al-Sawi Habibi, une athérosclérose, des varices et les complications de son diabète sont les causes les plus probables de sa mort. Nasser était un gros fumeur et deux de ses frères moururent également d'une crise cardiaque à peu près au même âge.
L'état de santé de Nasser n'avait pas été révélé au public, et sa mort fut donc un choc pour l'Égypte et tout le monde arabe. Près de cinq millions de personnes participèrent à la procession funèbre au Caire le 1er octobre,. Le trajet de 10 km jusqu'au lieu d'inhumation commença à l'ancien quartier général du RCC[Quoi ?] avec un survol de MiG-21. Son cercueil, enroulé dans le drapeau égyptien, fut placé sur un affût de canon tiré par six chevaux. Tous les chefs d'État arabes, à l'exception du roi Fayçal d'Arabie saoudite, assistèrent aux funérailles. Le roi Hussein de Jordanie et Yasser Arafat pleurèrent ouvertement durant la cérémonie et le président libyen Mouammar Kadhafi s'évanouit deux fois sous le coup de l'émotion. Quelques dignitaires étrangers comme le président du Conseil des ministres de l'URSS Alexis Kossyguine et le Premier ministre français Jacques Chaban-Delmas furent également présents.

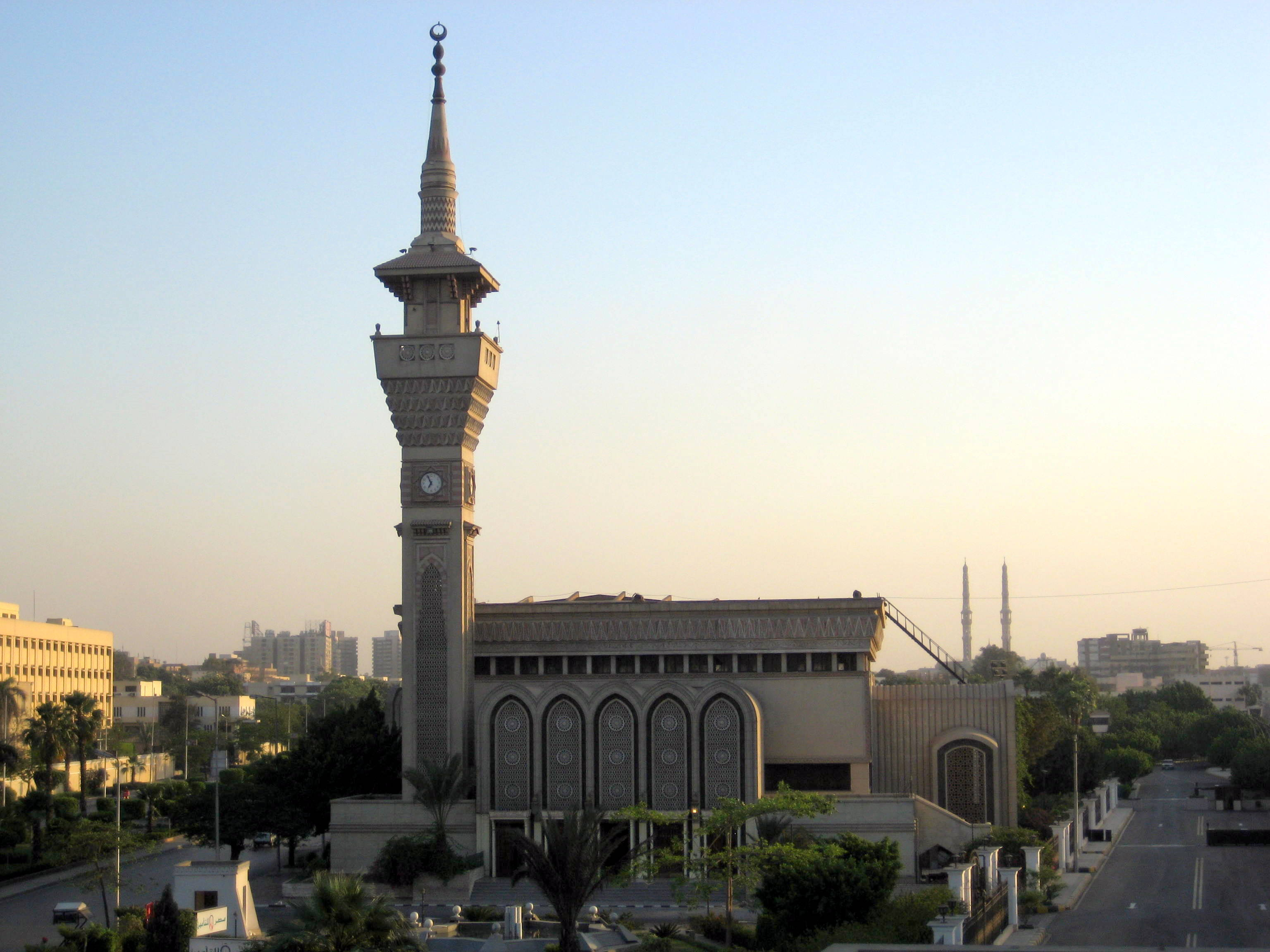
La mosquée Abdel Nasser du Caire où repose le corps de Nasser.

Presque immédiatement après le début de la procession, les spectateurs se ruèrent sur le cercueil en chantant « Il n'y a d'autre Dieu qu'Allah et Nasser est son bien-aimé… Chacun de nous est Nasser ». La police tenta sans succès de calmer la foule et la plupart des dignitaires étrangers furent évacués. Le cercueil fut placé dans la mosquée al-Nasr qui fut par la suite renommée mosquée Abdel-Nasser (en).
Du fait de sa capacité à mobiliser les passions nationalistes, l'historien Nutting rapporte que « les hommes, les femmes et les enfants pleuraient dans les rues » après avoir appris sa mort. Tout le monde arabe fut en deuil et des millions de personnes descendirent dans les rues. Plus d'une dizaine de personnes furent tuées à Beyrouth dans une bousculade et près de 75 000 personnes marchèrent dans la vieille ville de Jérusalem en chantant « Nasser ne mourra jamais ». Sherif Hatata, un ancien prisonnier politique puis membre de l'Union socialiste arabe, déclara que « la plus grande réussite de Nasser fut ses funérailles. Le monde ne verra jamais plus cinq millions de personnes pleurer ensemble ».

## Héritage

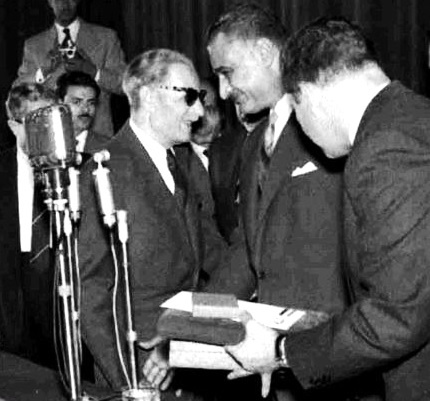
Nasser décerne un prix de littérature à Taha Hussein (portant des lunettes) en 1959.

Nasser fit passer l'Égypte d'un protectorat britannique à une puissance influente du tiers monde. Il se concentra sur l'idée de justice sociale qu'il jugeait nécessaire à la mise en place d'une démocratie libérale. Ses réformes permirent la mise en place d'un État-providence et à la fin de sa présidence, les conditions de vie s'étaient considérablement améliorées mais le pays était en pleine crise économique, la pauvreté restait importante et une part considérable des dépenses était consacrée à l'armée.
L'économie égyptienne profita de la réforme agraire, des efforts de modernisation comme le barrage d'Assouan ou les industries sidérurgiques d'Helwan et des programmes de nationalisation comme celui du canal de Suez,. La croissance diminua néanmoins dans les années 1960 et resta faible jusqu'en 1970. L'Égypte connut un âge d'or de la culture et elle devint la référence culturelle dans le monde arabe pour la télévision, le théâtre, la littérature et la musique,.
Sous la présidence d'Hosni Moubarak, des partis politiques nasséristes commencèrent à apparaître en Égypte comme le parti nassériste arabe démocratique en 1992,. Le mouvement avait peu d'influence et les divisions internes entraînèrent son éclatement. L'un des partis résultants, le Parti de la Dignité mené par Hamdine Sabahi, arriva troisième à l'élection présidentielle de 2012. Les activistes nasséristes furent parmi les fondateurs de Kifaya, l'un des principaux mouvements d'opposition à Moubarak. Le 19 septembre 2012, quatre partis nasséristes fusionnèrent pour former le parti nassériste uni.

### Image

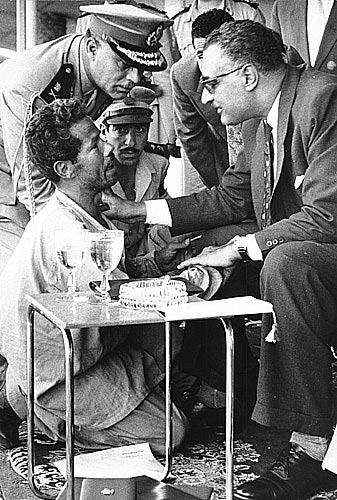
Nasser offre du travail à un sans-abri qui avait été trouvé endormi sous la tribune présidentielle, 1959.

Nasser était connu pour ses relations intimes avec les Égyptiens ordinaires,. Entre 1953 et 1970, il donna 1 359 discours et l'historien Elie Podeh écrivit que l'une des caractéristiques de l'image de Nasser était « sa capacité à représenter l'authenticité égyptienne, dans le triomphe ou la défaite ». L'historien Tarek Osman écrivit :

« La limite dans le « phénomène » Nasser entre une véritable expression d'approbation populaire et la propagande d'État est parfois difficile à distinguer. Mais un fait historique est certain : Gamal Abdel Nasser signifie le seul projet de développement véritablement égyptien de l'histoire du pays depuis la fin des pharaons. Il y eut d'autres projets… mais celui-ci était différent dans ses origines, ses moyens et son impact. Car Nasser était un homme de l'Égypte qui a renversé la monarchie la plus raffinée et la plus établie du Moyen-Orient dans un coup d'État rapide et sans violences et qui, acclamé par des millions d'Égyptiens pauvres et opprimés, initia un programme de « justice sociale », de « progrès et de développement » et de « dignité ». »

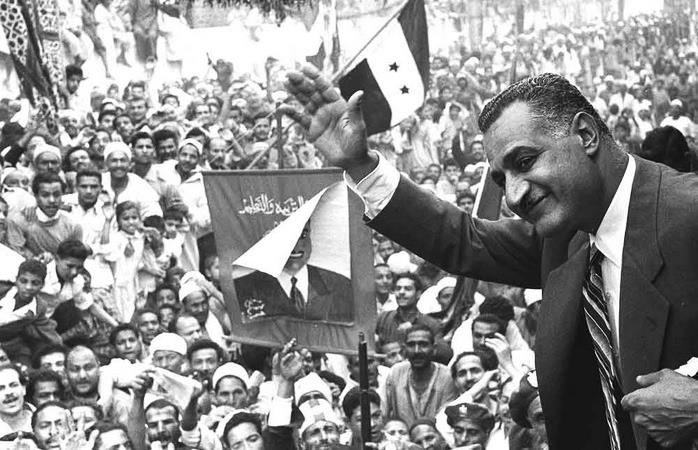
Nasser à Mansourah en 1960.

Si Nasser fut la cible des critiques intellectuelles de la guerre des Six Jours à sa mort, l'opinion publique lui resta entièrement favorable à la fois durant sa vie et après sa mort. Le politologue Mahmoud Hamad écrivit en 2008 que « la nostalgie de Nasser est aujourd'hui largement partagée en Égypte et dans tous les pays arabes ». Le malaise de la société égyptienne, en particulier sous la présidence Moubarak, accrut cette nostalgie pour Nasser qui devint de plus en plus associé aux idéaux d'espoir, de cohésion sociale et de vigueur culturelle.
Nasser reste ainsi un symbole de l'unité arabe,, dans tout le Moyen-Orient,. Le magazine Time écrivit que, malgré ses erreurs, Nasser « inspira une fierté que [l'Égypte et les Arabes] n'avait pas connue en 400 ans. Rien que cela pourrait être suffisant pour contrebalancer ses défauts et ses échecs ». L'historien Steven A. Cook écrivit en juillet 2013 que « l'âge d'or de Nasser représente encore pour beaucoup la dernière fois que l'Égypte s'est sentie unie sous un responsable dont les principes répondaient aux besoins des Égyptiens ordinaires ». Durant le Printemps arabe qui entraîna le renversement de Moubarak, les manifestants arboraient des photographies de Nasser,. Par la suite, les opposants au président issu des Frères musulmans Mohamed Morsi, pour marquer leur opposition au nouveau pouvoir en place, relaient en masse sur l'Internet égyptien une conférence de Nasser datant des années 1950 durant laquelle celui-ci ridiculise le chef des Frères musulmans de l'époque.

### Critiques

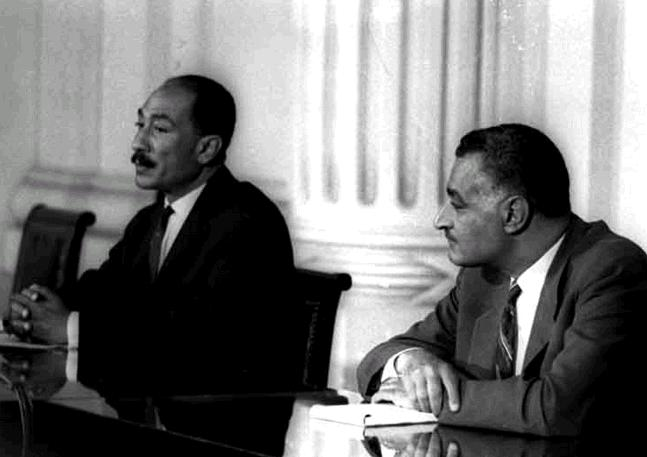
Anouar el-Sadate (à gauche) et Nasser à l'assemblée nationale en 1964. Sadate succéda à Nasser en 1970 et abandonna les politiques de son prédécesseur.

Lors de son discours d'investiture le 7 octobre 1970, Sadate déclara son intention de « poursuivre l'œuvre de Nasser » mais il commença à s'éloigner des idées nasséristes alors que sa position intérieure s'améliorait après la guerre du Kippour de 1973,. Il mit ainsi en place une politique appelée Infitah (« ouverture ») visant à faciliter les investissements privés en Égypte.
Les détracteurs égyptiens de Nasser le considèrent comme un dictateur qui empêcha le progrès démocratique, emprisonna des milliers d'opposants et mena une administration répressive coupable de multiples violations des droits de l'homme. Les islamistes égyptiens, et en particulier les membres des Frères musulmans, furent particulièrement victimes de sa répression. L'écrivain libéral Tawfiq al-Hakim décrivit Nasser comme un « sultan perdu » qui utilisait une rhétorique enflammée mais n'avait pas de véritable plan pour atteindre ses objectifs. Selon l'universitaire en sciences politiques Saïd Sadeq, Nasser, en accordant autant de pouvoirs  aux militaires égyptiens, a contribué à créer une société basée sur un état d'urgence perpétuel et sur une « culture de la peur de l’autorité » largement partagée au sein de la population.
Certains critiques libéraux et religieux avancèrent que la popularité de Nasser était le résultat de la manipulation des masses et de la démagogie. Le politologue égyptien Alaa al-Din Desouki fit porter les échecs de la révolution de 1952 sur la concentration des pouvoirs entre les mains de Nasser. De même le politologue américain Mark Cooper avança que le charisme de Nasser et sa relation directe avec le peuple « rendaient les intermédiaires (organisations et individus) inutiles ». Selon lui, le pouvoir personnel de Nasser et l'absence d'institutions solides garantissaient l'instabilité du pays après sa mort.

### Influence régionale

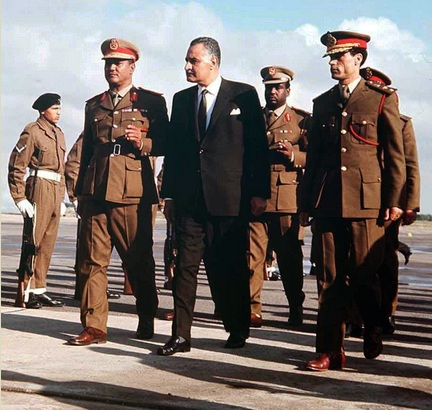
Gaafar Nimeiry du Soudan (à gauche), Nasser et Mouammar Kadhafi de la Libye (à droite) à l'aéroport de Tripoli en 1969.

De par ses actions, ses discours et sa capacité à symboliser la volonté des Arabes, Nasser inspira plusieurs révolutions nationalistes dans le monde arabe et définit les politiques de sa génération. Aucun autre responsable arabe n'a depuis eu sa stature ou son impact et a été capable de reprendre sa position de dirigeant régional. Il communiquait directement avec les masses arabes en contournant les chefs d'État et les responsables nationalistes furent obligés de maintenir de bonnes relations avec lui pour obtenir le soutien de leurs propres concitoyens.
À divers degrés, le système de gouvernement étatique de Nasser fut poursuivi en Égypte et adopté par presque toutes les républiques arabes comme l'Algérie, la Syrie, l'Irak, la Tunisie, le Yémen, le Soudan et la Libye. Le premier président algérien Ahmed Ben Bella était ainsi un fervent nassériste. Abdullah al-Sallal renversa la monarchie du Yémen du Nord au nom du panarabisme de Nasser et des coups d'État inspirés par ses idées furent organisés en Irak en juillet 1958 et en Syrie en 1963. Mouammar Kadhafi, qui renversa la monarchie libyenne en 1969, considérait Nasser comme un héros et chercha à lui succéder en tant que « chef des Arabes ». Également en 1969, le colonel Gaafar Nimeiry, partisan de Nasser, prit le pouvoir au Soudan. Le mouvement nationaliste arabe aida à propager les idées panarabes de Nasser dans tout le monde arabe en particulier auprès des Palestiniens, et dans les pays du golfe Persique. Si de nombreux dirigeants régionaux tentèrent d'imiter Nasser, pour l'historien israélien Podeh « l'étroitesse d'esprit » des chefs arabes successifs a « transformé l'imitation [de Nasser] en une parodie ».
Au delà du monde arabe, la présidence de Nasser a pu servir aussi de modèle pour plusieurs mouvements africains. Ainsi, Nelson Mandela, dans ses mémoires, rapporte que sa génération en Afrique du Sud était admirative de Nasser, et que ce dernier a beaucoup inspiré certains objectifs du Congrès National Africain de par sa politique économique et sociale socialiste et son choix diplomatique de non-alignement.

## Hommages
Le nom de Gamal Abdel Nasser a été donné à un BPC de la classe mistral acheté par l'Égypte au groupe français DCNS.
Dans la série télévisée The Crown (2016), son rôle est interprété par Amir Boutrous.

## Vie privée

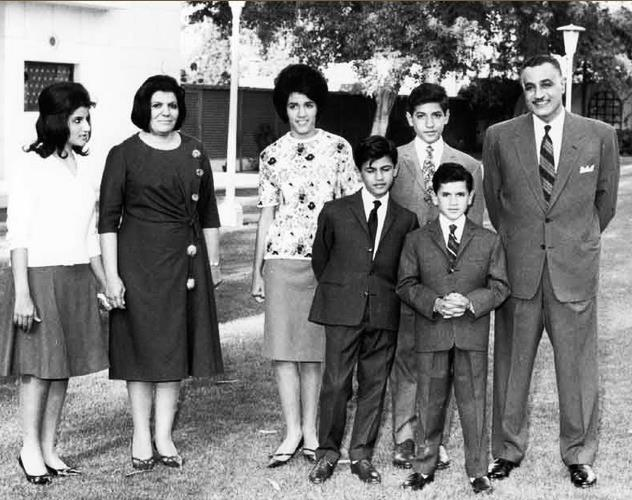
Nasser et sa famille à Manshiyat al-Bakri en 1963. De gauche à droite : Mona, Tahia, Hoda, Abdel Hakim, Khaled, Abdel Hamid et Nasser.

En 1944, Nasser épouse Tahia Kazem, alors âgée de 22 ans et issue d'une famille aisée. Son père iranien et sa mère égyptienne sont tous deux morts alors qu'elle était jeune. Elle lui est présentée par son frère, Abdel Hamid Kazem, un commerçant et ami de Nasser, en 1943. Après leur union, les mariés s'installent à Manshiyat al-Bakri dans la banlieue du Caire et y resteront jusqu'à leur mort. L'entrée de Nasser dans le corps des officiers lui assure un salaire confortable dans une société marquée par la pauvreté. Il reste néanmoins loin de la riche élite égyptienne et il conservera un certain ressentiment contre ceux nés dans la richesse et le pouvoir. Le couple discute parfois de politique mais Nasser essayera autant que possible de séparer sa carrière et sa vie privée. Il passe une grande partie de son temps libre avec ses deux filles et ses trois fils : Hoda, Mona, Khaled, Abdel Hamid et Abdel Hakim.
Même s'il défend la laïcité, Nasser est un musulman pratiquant qui a fait deux fois le pèlerinage à La Mecque en 1954 et 1965,. Il a été connu pour être incorruptible,,,, une caractéristique qui améliora encore plus sa réputation parmi les Égyptiens et les habitants du monde arabe. Nasser occupait ses loisirs à la photographie, les échecs, les journaux en arabe, en anglais et en français, les films américains et la musique classique.
Nasser était réputé pour son tabagisme compulsif,,. Il travaillait fréquemment 18 heures par jour et prenait rarement des vacances. La combinaison des deux contribua à la dégradation de sa santé. Son diabète fut diagnostiqué au début des années 1960 et au moment de sa mort, il souffrait d'athérosclérose, de problèmes au cœur et d'hypertension. Victime de deux crises cardiaques en 1966 et 1969, il reste alité pendant six semaines après ce second incident, les médias gouvernementaux rapportant que son absence est due à la grippe.

## Décorations

### Décorations égyptiennes
- Égypte :
- collier de l'ordre du Nil ;
- collier de l'ordre de l'Indépendance ;
- collier de l'ordre de la République ;
- grand-croix de l'ordre égyptien du Mérite ;
- classe majeur de l'ordre de la Vertu.

### Décorations étrangères
- Afrique du Sud : médaille d'or de l'ordre de Compagnon (en) (à titre posthume) ;
- Finlande : grand-croix avec collier de l'ordre de la Rose blanche ;
- Malaisie : collier de l'ordre du Défenseur du Royaume ;
- Pologne : grand-croix de l'ordre Polonia Restituta ;
- République arabe unie : médaille commémorative de la République arabe unie ;
- RDA : grande étoile de l'amitié des peuples ;
- Tchécoslovaquie : Membre de 1re classe de l'ordre du Lion blanc ;
- Tunisie : grand cordon de l'ordre de la République tunisienne ;
- URSS : médaille du héros de l'Union soviétique ;
- URSS : médaille de l'ordre de Lénine ;
- Yougoslavie : grand cordon de l'ordre de l'Étoile yougoslave.

## Publications
- (ar) Mémoires de la Première Guerre de Palestine (يوميات الرئيس جمال عبد الناصر عن حرب فلسطين).
- (ar) Libération de l'Égypte: la philosophie de la révolution (فلسفة الثورة).
- (ar) Vers la liberté (في سبيل الحرية).
- (fr) Didier Inowlocki (traduit par, dans), La Philosophie de la Révolution de Gamal Abdel Nasser : entre questions nationale, sociale et culturelle – édition critique bilingue, Presses de l'Inalco, 2021 (ISBN 9-782-85831-3044, lire en ligne [PDF]), p. 36-163.